# Dějiny křesťanství

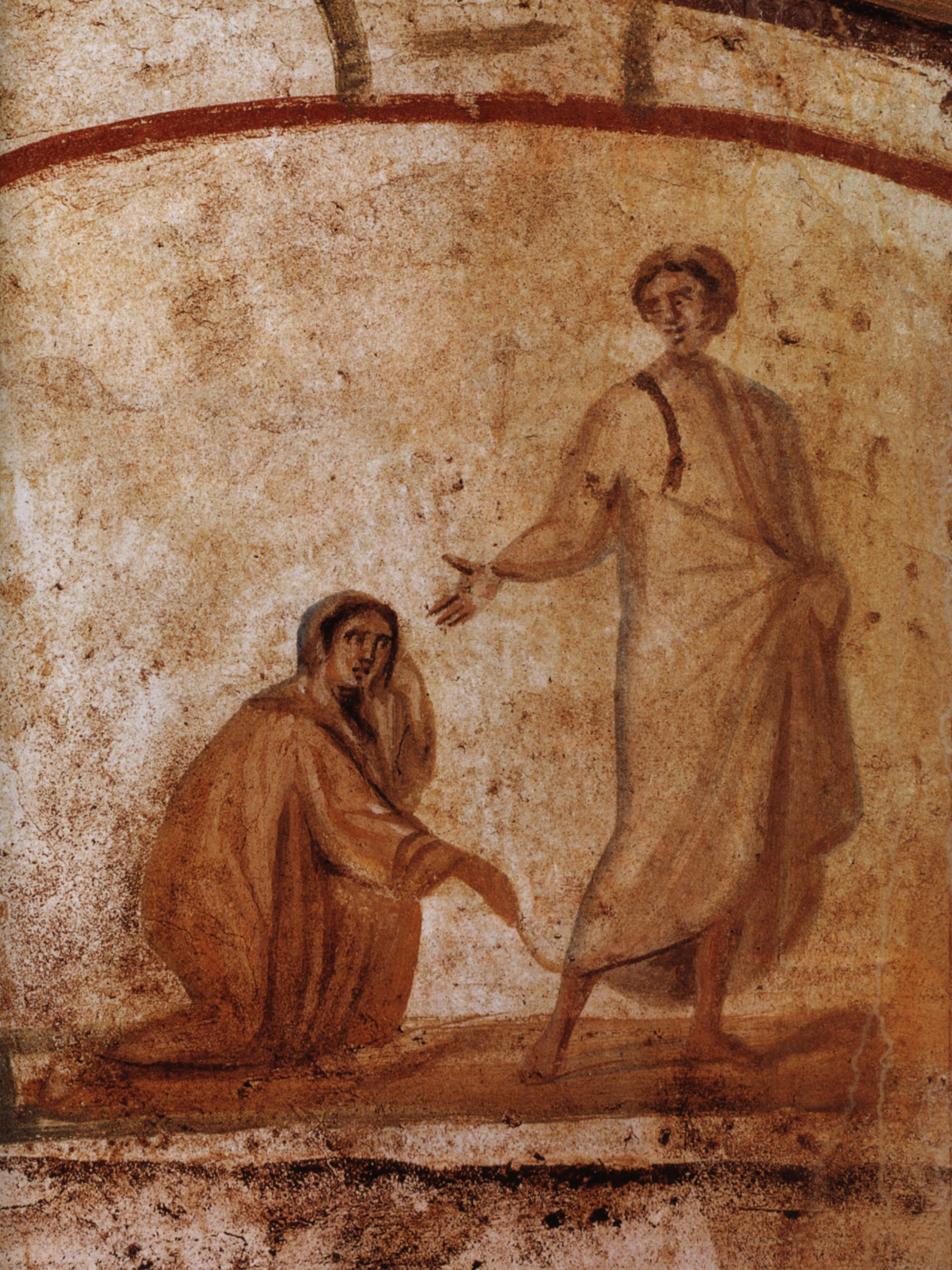
Ježíš uzdravuje krvácející ženu, Římské katakomby, 300–350

Toto schéma zachycuje zjednodušený vývoj církví a jejich postupné rozdělování. Schéma nezahrnuje vznik Starokatolické církve roku 1870

K dějinám křesťanství jde přistupovat více způsoby. Jednak jako k odvětví religionistického dějepisectví, které se věnuje dějinám křesťanských církví; z pohledu věřících křesťanů pak lze dějiny křesťanství brát jako součást dějin spásy. Přestože vzorem křesťanství je jednota a společenství ve víře, a přes současné snahy o jednotu (ekumenismus), doprovází dějiny křesťanství sled rozporů, dělení a rozkolů (schizmat), kvůli nimž se v historii různé skupiny křesťanů navzájem považovaly za odpadlíky od křesťanské víry (heretiky). Vzhledem k rozsahu tématu a k různorodosti jeho výkladů zde článek dějiny křesťanství jen těžko zmíní veškerá církevně-historická témata se všemi podrobnostmi podstatnými pro jeho hlubší pochopení.

## Rané křesťanství

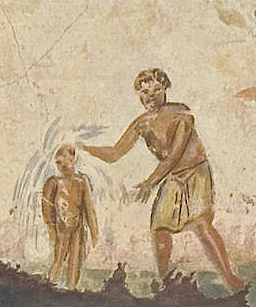
Rané zobrazení křtu, Kalixtovy katakomby, třetí století

Ichthys – ryba jako starokřesťanský symbol a vyznání víry: „Ježíš Kristus, Boží syn, spasitel“

### Počátky křesťanství
Nejstaršími křesťanskými Biblickými prameny jsou Skutky apoštolů, datované mezi roky 80 a 90 (podle jiných badatelů před rok 65), které se věnují prvním letům po Ježíšově ukřižování, listy apoštola Pavla, datované do 50. a 60. let 1. století, a čtyři kanonická evangelia, sepsaná mezi roky 40 a 90, v nichž lze nalézt reakce na tendence, které objevují v církvi v průběhu 1. století. Tyto knihy dohromady popisují Kristovo kázání a dopisy od vedoucích tehdejší církve, popisující Ježíšovo ukřižování jako výkupné za hříchy lidstva proti nekonečně Svatému Bohu, který nemůže být v přítomnosti hříchu. Proto musel Ježíš jako Bůh sestoupit na zem a zemřít za lidské hříchy a naplnit tak Písmo (tehdy Starý zákon). V Janově evangeliu je například psáno: „Já jsem vzkříšení i život,“ řekl jí Ježíš. „Kdo věří ve mě, i kdyby zemřel, bude žít.“
Křesťanství, jakožto na judaismu nezávislá náboženská skupina, vzniklo v reakci na neúspěšný pokus reformovat judaismus – Ježíšovi učedníci nepřesvědčili o své víře většinu židovské společnosti a naopak se ocitli v pozici nežádoucí sekty. Prvním centrem Ježíšových vyznavačů byl Jeruzalém. Ke křesťanství se obraceli nejen Židé, ale i lidé z helénské kultury (tzv. helénisté, „Řekové" či „pohané"), což byli buď příznivci židovství, kteří nepřijali všechna ustanovení Mojžíšova zákona, nebo vyznavači polyteistických kultů – v křesťanství tak vedle aramejsky mluvících židovských křesťanů vzniká skupina řecky mluvících helénských křesťanů, mezi které patřil i sv. Štěpán. Významnou osobností se vedle původních Ježíšových apoštolů stal Pavel z Tarsu, jenž po přijetí křesťanství hlásal svou víru mezi helénisty. V jeruzalémské církvi vznikl spor mezi helénskými a židovskými křesťany, protože především helénští křesťané byli na rozdíl od židovských toho názoru, že po Ježíšově působení mnohé příkazy a zákazy Starého zákona už neplatí a není už nutné dodržovat všechny závazky tzv. Mojžíšova zákona (např. obřízku). Spor vyřešili apoštolové kompromisem ve prospěch helénistů (tzv. Jeruzalémský koncil kolem roku 49) – křesťanství se tak proměňuje ze židovské skupiny na náboženství otevřené i ostatním kulturám a etnikům. Ještě ve 2. a 3. století však existovali v rámci židokřesťanských obcí i křesťané zvaní ebionité, kteří dodržovali židovské zvyky, nevěřili že Ježíš se narodil z panny a vnímají jej ne jako Boha, ale jako člověka.
V průběhu 1. století se křesťanství rozšířilo do mnoha asijských i evropských regionů Římské říše. Křesťanské obce byly v mnoha městech od Sýrie (významným centrem zde byla Antiochie), přes Malou Asii a Egypt, Řecko a již na počátku čtyřicátých let 1. století vzniká křesťanská komunita v Římě. Podíl na dynamickém rozmachu křesťanství měli aktivní misionáři včetně Pavla z Tarsu, kteří naplňovali hlavní rysy raného křesťanství – misijní zápal a horlivost. Dílčí informace o postupu misií jsou zachyceny v Bibli (např. Skutky apoštolů), ale o většině misijních akcí se žádné zprávy nedochovaly a pouze pozdější křesťanská tradice potvrzuje založení mnohých církevních obcí ještě v době života apoštolů, popřípadě jejich žáků. Dokud se misionáři soustřeďovali na okruh v Římské říší hojně rozptýlených židovských komunit, nenaráželi na výraznější obtíže, protože zpráva o božském poslání Ježíše Krista zapadala do judaistických náboženských představ jejich posluchačů. Na větší problémy naráželi křesťanští hlasatelé ve chvíli, kdy oslovili lidi mimo judaizované prostředí.
Ve Skutcích apoštolů se tvrdí, že Ježíšovi stoupenci dostali název křesťané („kristovci“) poprvé v Antiochii a pojem křesťanství (řecky christianismos) je poprvé doložen v listech biskupa Ignáce z Antiochie († asi 106), v nichž je také užito pojmů „katolická církev“, což lze doslovně přeložit jako „obecné shromáždění Pánovo“ (slovo katolický z řeckého katholikos – všeobecný; slovo církev z řeckého sousloví κυριακὴ ἐκκλησία složeného z κύριος – Pán a ἐκκαλεῖν – svolávat). Pojmem obecné shromáždění (katolická církev) tak lze zahrnout všechna místní shromáždění křesťanů (lokální křesťanské obce) jako jedno obecné společenství. U některých odpůrců křesťanství se začalo objevovat označení „galilejská víra“, které se ale příliš nerozšířilo a označení „křesťan“ a „křesťanství“ se staly všeobecně používanými pojmy.

#### Rozšíření křesťanství ve 2. a 3. století
K rychlému zakotvení křesťanství docházelo zejména ve východních částech římského světa, kde v průběhu 2. století existovaly početné křesťanské skupiny. Zejména v jižní Sýrii, Malé Asii a Thrákii, tvořili křesťané již na konci 2. století většinu obyvatelstva. Ve 2. století se křesťanství pevněji uchytilo a šířilo také v Egyptě, Řecku a v oblasti mezi mezopotamskou Edessou a Arménií. Podstatná část křesťanů se vyskytovala ve městech, zatímco venkovských oblastí se christianizace příliš nedotkla – tento trend se projevil především na západě Římské říše a křesťanství tak dlouho zůstávalo zejména městským náboženstvím. Křesťanské obce na západě hovořily z velké části řecky, například v Římě se řečtina běžně užívala ve 2. i 3. století, a k polatinštění docházelo až postupně. První oblastí kde prosadila latina byla severní Afrika s centrem ve městě Kartágo. Komunity křesťanů byly i v Hispánii, na Apeninském poloostrově, v Galii (např. v Lyonu), a v Británii, ne všude se však jednalo o početné skupiny a ve srovnání s rozšířením církve na východě západní regiony zaostávaly.
V průběhu 3. století je už křesťanství rozšířené do většiny regionů Římské říše a křesťané jsou ve všech společenských vrstvách římské společnosti. Dlouhá desetiletí tolerance křesťanů, úpadek tradičního polyteismu a neklid kvůli válkám a katastrofám pomohly pevnému zakotvení křesťanství. Křesťany se stávali ve větší míře i vzdělaní a schopní lidé z vysokých společenských kruhů, zdokonalila se organizace a v dobách pronásledování se projevila vitalita většiny křesťanských komunit. Ve druhé polovině 3. století již křesťané tvořili nepřehlédnutelnou součást římské společnosti, a ačkoliv byli stále menšinou (zhruba 10, maximálně 20 % procent obyvatel), zasahovali do politiky, obchodu i kultury. Snahy některých císařů omezit rostoucí sílu křesťanů plošnými zákazy a postihy či pronásledováním neuspěly a pouze potvrdily realitu nového náboženského uspořádání.
Vedle raného křesťanství se v Římské říši objevily i další nová náboženství – vznikalo množství mystérijních kultů a synkretistických nauk, například mithraismus (největší rozmach v 1. až 4. n. l.) a manicheismus (vzniká ve 3. století), jenž byl později některými křesťany považován za nebezpečnou konkurenci.

### Vývoj rané hierarchie a organizace křesťanských obcí
Dochované prameny (Skutky apoštolů, Pavlovy listy a křesťanský spis Didaché z počátku 2. století) rozlišují v rámci křesťanství několik hlavních funkcí: vedle samotných apoštolů jsou to proroci, učitelé, biskupové (episkop), jáhni (diákon) a starší (presbyter). Apoštolové, dokud žili, řešili vzniklé potíže, dohlíželi na dodržování pořádku a pravověrného učení, pro svou misijní činnost spojenou s častými cestami se však nemohli bezprostředně podílet na správě a vedení založených církevních obcí. Na činnost obcí tak dohlíželi podle židovského vzoru osvědčené osoby (presbyteři) podílející se na organizaci, rozhodování, volbách a soudech. Většinu duchovních úkolů zajišťovali pověření lidé nazývaní proroci a učitelé. Zatímco proroci vedli modlitby, kázali a mluvili z Božího vnuknutí (prorokovali), učitelé se zaměřili na výuku kandidátů pro vstup do církve i aktivních členů, řešili záležitosti morálky a interpretovali význam křesťanských spisů. Delegování do úřadu se v křesťanských komunitách provádělo skrze vkládání rukou, jímž shromáždění křesťané prosili Boha o seslání darů Ducha svatého pro vybraného jedince.
Na přelomu 1. a 2. století se v literatuře začíná objevovat postava biskupa (episkopa, tj. dohlížitele) jako vůdčího představitele křesťanské obce. V popisech křesťanských obcí té doby funkce presbyterů a biskupů splývají a v některých obcích působilo několik biskupů současně. Ještě ve 2. století nebyla struktura obce s jediným biskupem v čele (tzv. monepiskopát) běžná všude a na mnoha místech zůstávalo vedení kolektivní či pod vlivem proroků a presbyterů. V průběhu 3. století se proces vzestupu biskupské správy uzavřel, jednak kvůli pronásledování, při kterých biskup vystupoval jako záruka jednoty obce, jednak kvůli vznikajícím věroučným rozlišnostem a sporům – prosadila se praxe, že se biskupové navzájem potvrzovali a ručili za svou pravověrnost tím, že si nově zvolený či již úřadující biskup vyžádal „přijetí do společenství“ (tzv. communio) od okolních biskupů nebo od biskupa spravujícího některou významnou křesťanskou obec (metropoli). Biskupové tak vytvářeli provázané společenství a stávali se přirozenými vůdci.
Od poloviny 3. století stál v čele obce biskup, na pomoc měl několik presbyterů, kteří se vedle správy stále podíleli i na bohoslužebné funkci. Proroci či charismatici zcela vymizeli, přetrvali však učitelé, u nichž ovšem narůstal tlak, aby se stali presbytery. Strukturu křesťanského společenství doplnili jáhni, kteří se z charitativních pracovníků postupně posunuli do pozice nejbližších spolupracovníků biskupa (sekretářů či pokladníků) a převzali část bohoslužebných úkolů. Trojice biskup, presbyter a jáhen se dál příliš nezměnila a uchovala se do dalšího období.

### Vývoj křesťanského učení, kultu a teologie

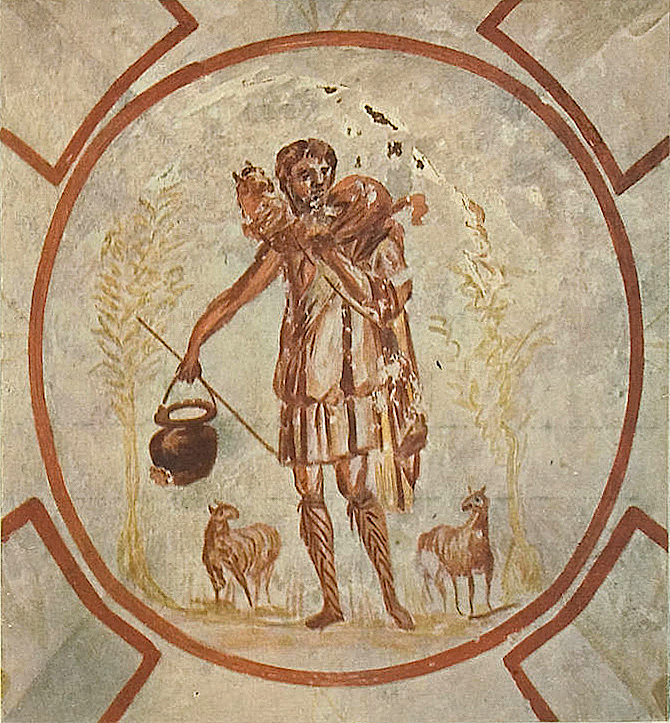
Freska Krista–Dobrého pastýře v Kalixtových katakombách

Křesťanství v tomto období také představovalo společenství lidí očekávajících druhý příchod Ježíše Krista. Mělo podobu malých koncentrovaných skupin, které vyvíjely misijní činnost a očekávali nadcházející Boží soud, kdy ti, kteří dobrovolně odmítli Boží cestu budou potrestáni a ti, jenž uvěřili odměněni. Křesťané podle Kristových Kázání (viz. Jan 5,24) a Starého Zákona (viz. Ezechiel 36,26) věřili, že ten kdo přijal křest a přihlásil se k Ježíši Kristu a odvrátil se od hříchu pro přijetí oběti Ježíše Krista za hříchy lidstva i jejich, se stává novým člověkem a tak touží vést nový styl života – nemůže se přizpůsobovat okolnímu zkaženému světu pošpiněnému pohanskou modloslužbou a hříchem. Tento přístup byl neudržitelný a křesťané si museli přiznat, že druhý Ježíšův příchod nebude věcí blízké budoucnosti. I přes to některé protestantské církve následující Písmo udržují stejný pohled dodnes.
Většina křesťanských textů 2. století však už spíše než druhý Ježíšův příchod řeší praktické otázky života křesťanů a jejich komunit, výkonu Církve, a vztahů vůči většinové společnosti. Ve 2. a 3. století rozvíjí svou činnost tzv. apologeti, což byli křesťanští spisovatelé hájící křesťanství vůči pohanské společnosti a proti židům, kteří nebyli Křesťané. Ještě v první polovině 2. století nebyl mezi křesťany zájem o antickou vzdělanost, ale aby pohanští čtenáři argumentům křesťanů rozuměli, museli apologeti používat řeč antické vzdělanosti – některé pojmy a termíny proto převzali z antické filozofie. Ve snaze uchopit a obhájit Ježíšovo učení poprvé vytvářeli to, co se později nazývalo teologií. Mezi apologety, jejichž dílo se z části dochovalo, patřili Athénagorás, Justin Mučedník, Irenej z Lyonu, Tacián Syrský, Theofilos z Antiochie, Meliton Sardský, Kléméns Alexandrijský, Órigenés, Tertullianus, Eusebeios z Kaisareie a Lactantius.
Ve svých prvních staletích křesťanství teprve formovalo svou věrouku a jeho vyznání bylo ustáleno jen v nejdůležitějších bodech. V průběhu 2. století se křesťané vyrovnávali s tzv. gnostismem, jenž ve spoustě ohledů oponoval jejich dosavadní Teologií, z nichž některé byly mimokřesťanské, některé s křesťanstvím promíšené a některé se ke křesťanství plně hlásící. Existovala řada gnosticko-křesťanských skupin jako valentínovci, kteří fungovali uvnitř křesťanství až do 4. století a sami se chápali jako křesťanská elita. Křesťanští gnostikové ztotožnili postavu Ježíše se svojí představou o spasiteli. Gnostické vlivy nepřímo vyprovokovaly rozvoj křesťanské ortodoxie a filozofie, protože ty se formovaly právě v polemikách s gnózí. Někteří raně křesťanští autoři, především Órigenés, byli gnostickými myšlenkami silně ovlivnění. Gnostický výklad Bible a Ježíšova působení přitahoval mnohé, ale vyvolal i kritiku. Dokládají to dochované protignostické texty např. od biskupa Ireneje z Lyonu nebo římského kněze Hyppolyta.
Postupně se ustaloval kánon posvátných křesťanských spisů – křesťané přijali jak spisy původně židovské, v rozsahu Septuaginty, tak spisy nové – především evangelia a pavlovské listy. Naopak byly postupně zavrženy tzv. apokryfní evangelia, listy a skutky, jenž byly později doloženy jako pocházející od 2. po 3. století. Postupně se také vyvíjelo vyznání víry, tedy krátké formulace víry. Tyto formulace sloužily, někdy slouží dodnes převážně jako vyznání určitě Teologie, jejichž obsahu měl dotyčný projevit věrnost.

### Náboženská politika římských císařů

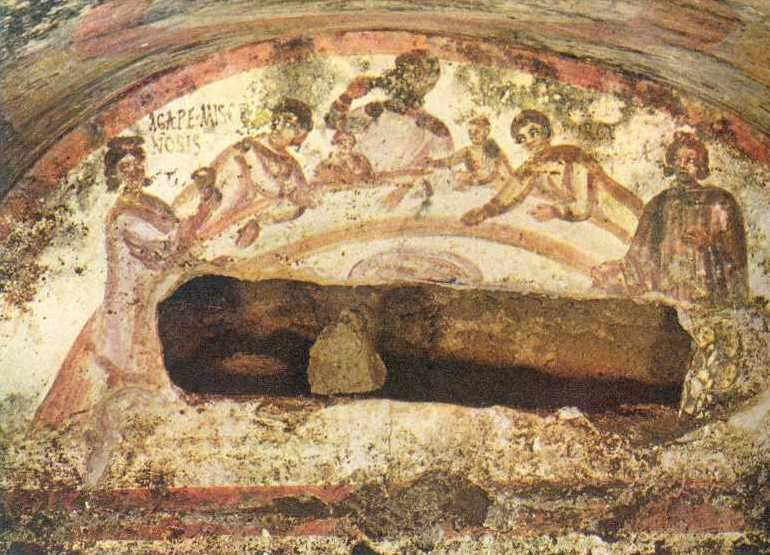
Slavení eucharistie na fresce v katakombách sv. Marcellina a Petra v Římě

Až do 4. století se střídala období relativního pokoje pro křesťany a období pronásledování. Říše přistupovala ke křesťanství zpočátku s tolerancí – křesťanské komunity byly chápány jako součást židovské diaspory a těšily se právní ochraně povoleného náboženství (religio licita). Ke změně došlo v šedesátých letech 1. století. Římská společnost měla silnou vazbu mezi veřejným, politickým a náboženským životem a pokud se někdo zdráhal přinášet bohům požadované oběti, narušoval podle římských představ po staletí fungující řád a mohl přivodit neštěstí celé říši. Navíc byli křesťané v konfliktu s říší i tím, že nepřiznávali božskou úctu císaři. Rozvoj božského císařského kultu byl přitom jedním ze základních integračních prvků římského impéria a potvrzoval loajalitu občanů k Římské říši.
První rozsáhlejší pronásledování proběhlo v Římě a jeho okolí za Nera (vládl 54–68). Poté se poměry zklidnily, ale na křesťanství bylo i nadále nahlíženo jako na nelegální a nebezpečný náboženský kult. V několika opakujících se vlnách, které zpočátku zasáhly jen jednotlivé regiony Římské říše, se pronásledování vracelo v závislosti na postojích a agilnosti provinčních správců. Stát nahlížel na křesťanství jako na škodlivou pověru, kterou nelze oficiálně uznat, ale nepovažoval ji ale za natolik nebezpečnou, aby bylo nutné ji důsledně stíhat a trestat. Období klidu vládlo v první třetině 3. století s nástupem dynastie Severovců (vládla v letech 195–235). Septimus Severus neměl zájem o krvavé pronásledování, které by oslabilo říši, ale současně ani zájem o úpadek tradičního polyteismu, takže protikřesťanské zákony nebyly zrušeny. Přímo na severovském dvoře však byli křesťané (osobní lékař, chůva nástupce) a i další ze severovců (např. Caracalla, Heliogabal nebo Alexander) byli ke křesťanství poměrně vstřícní. Pronásledování z časů Nera a Domiciána tak byla svým rozsahem výjimečná až do poloviny 3. století, kdy se situace zásadně změnila.
Maximinus Thrax (vládl 235–238) rychle ukončil dosavadní náboženskou vstřícnost a zahájil pronásledování, které zůstalo omezeno na několik oblastí a brzy odeznělo, ale předznamenalo příchod nových poměrů. Největší pronásledování pak spadají do období vlády Deciovy, Valerianovy a Diocletianovy. Navzdory těmto postihům však křesťanství rostlo a některé z obětí pronásledování byly později zařazeny mezi uctívané mučedníky.

## Křesťanství od roku 311 do roku 604

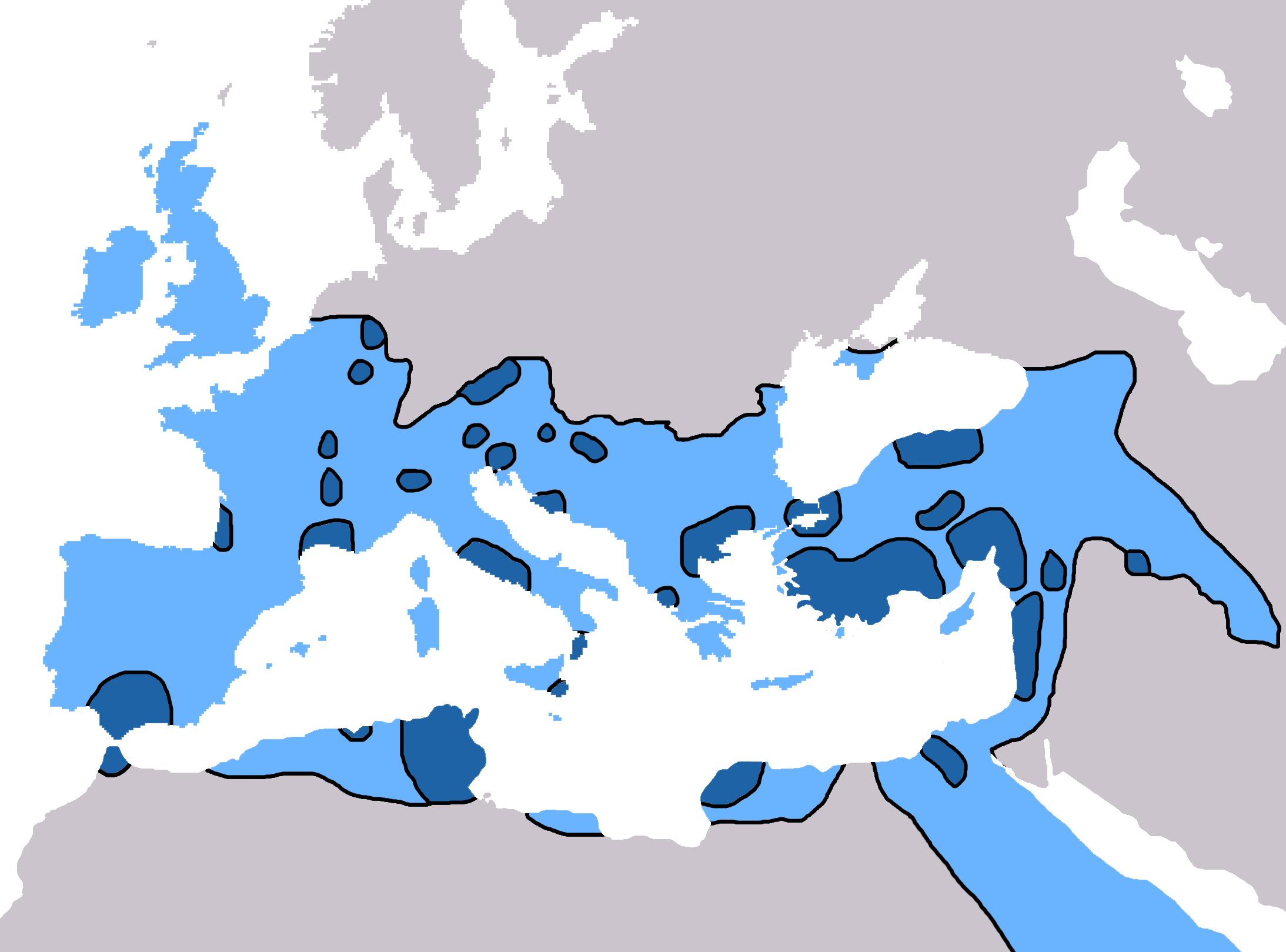
Rozšíření křesťanství kolem roku 325
Rozšíření křesťanství do 6. stoletíMapa zobrazuje pouze Evropu a Středozemí, nejsou tak zobrazena některá východnější či jižnější místa výskytu křesťanství v Asii (např. v Indii nebo Číně) nebo v Africe (např. Etiopie)

### Křesťanství se postupně stává státním náboženstvím Římské říše
Jako první přiznal křesťanství status povoleného kultu jeden z římských tetrarchů Gaius Galerius roku 311. Větší význam však měl opětovný sjednotitel Římské říše Konstantin I. Veliký, jenž svým milánským ediktem z roku 313 definitivně uznal křesťanství za v říši povolené náboženství (křesťanství již není religio illicita – nedovolené náboženství, ale religio licita – náboženství povolené). Konstantin zahrnul křesťany svou přízní, hmotnými dary, a pokusil se je zapojit do struktur impéria. Záleželo mu na věroučné jednotě křesťanství, od kterého očekával ideové stmelení říše a proto zasahoval i do věroučných otázek. Do Nikaie svolal roku 325 první ekumenický koncil (tzv. První nikajský koncil). Roku 324 založil nové hlavní město říše Konstantinopol, jež měla být více křesťanská než převážně pohanský Řím. I v Konstantinopoli však zpočátku vznikly i pohanské chrámy a jiné pohanské prvky. Souběžně s podporou křesťanství (např. daňovou) byly v Římské říši postupně znevýhodňovány pohanské instituce (např. konfiskace majetku v pohanských chrámech za účelem financování výstavby Konstantinopole), nezasahoval však do svobody kultu. Sám Konstantin přijal křest z rukou ariánského biskupa Eusebia z Nikomédie až krátce před smrtí. Jeho nástupci, s výjimkou císaře Juliána, křesťanství přijali a podporovali.

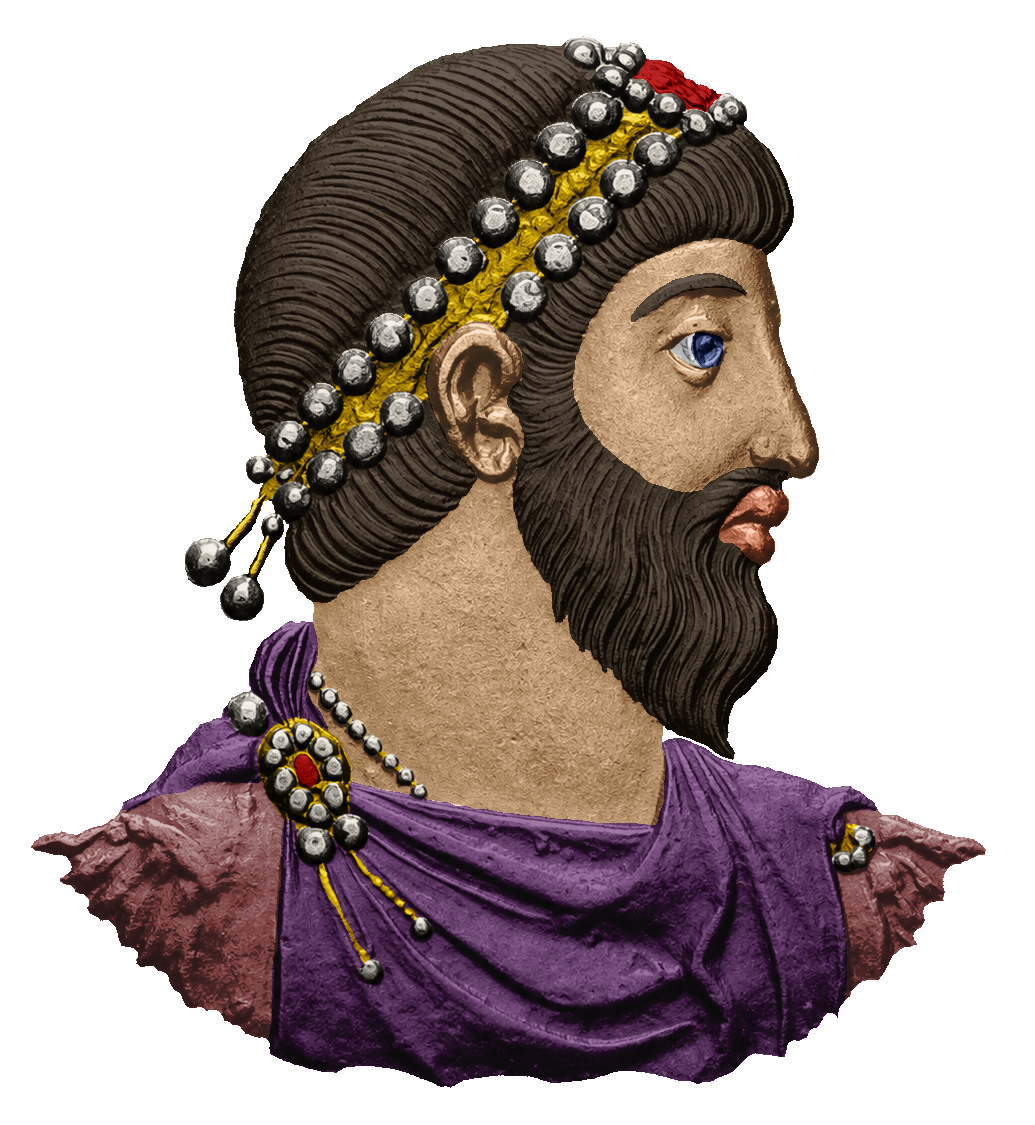
císař Julianus

Císař Julianus se během své vlády (360–363) snažil obrodit antickou společnost na nikoli křesťanském, ale pohanském náboženském základě prostřednictvím jednotného státního kultu propojeného s novoplatonskou filozofií, mimo jiné i podporou soudobého pohanství na úkor jeho předchůdci upřednostňovaného křesťanství. Jeho náhlá smrt roku 363 však těmto snahám učinila konec. Julianův nástupce, císař Jovianus, řadu Julianových opatřeních (ať již ta křesťanské pravomoci omezující, nebo ta posilující původní kulty) zrušil a všichni následující císaři pokračovali v kurzu neustálého posilování postavení křesťanství v říši. Za vlády Gratianovy (375–383) a Theodosiovy (379–395) se křesťanství stalo fakticky i právně státním náboženstvím (edikt Cunctos Populos z roku 380). Theodosius pak v letech 391 a 392 na popud milánského biskupa Ambrože vydal řadu omezujících ediktů, jimiž fakticky zakázal veškerý pohanský kult.

### Formování křesťanských institucí

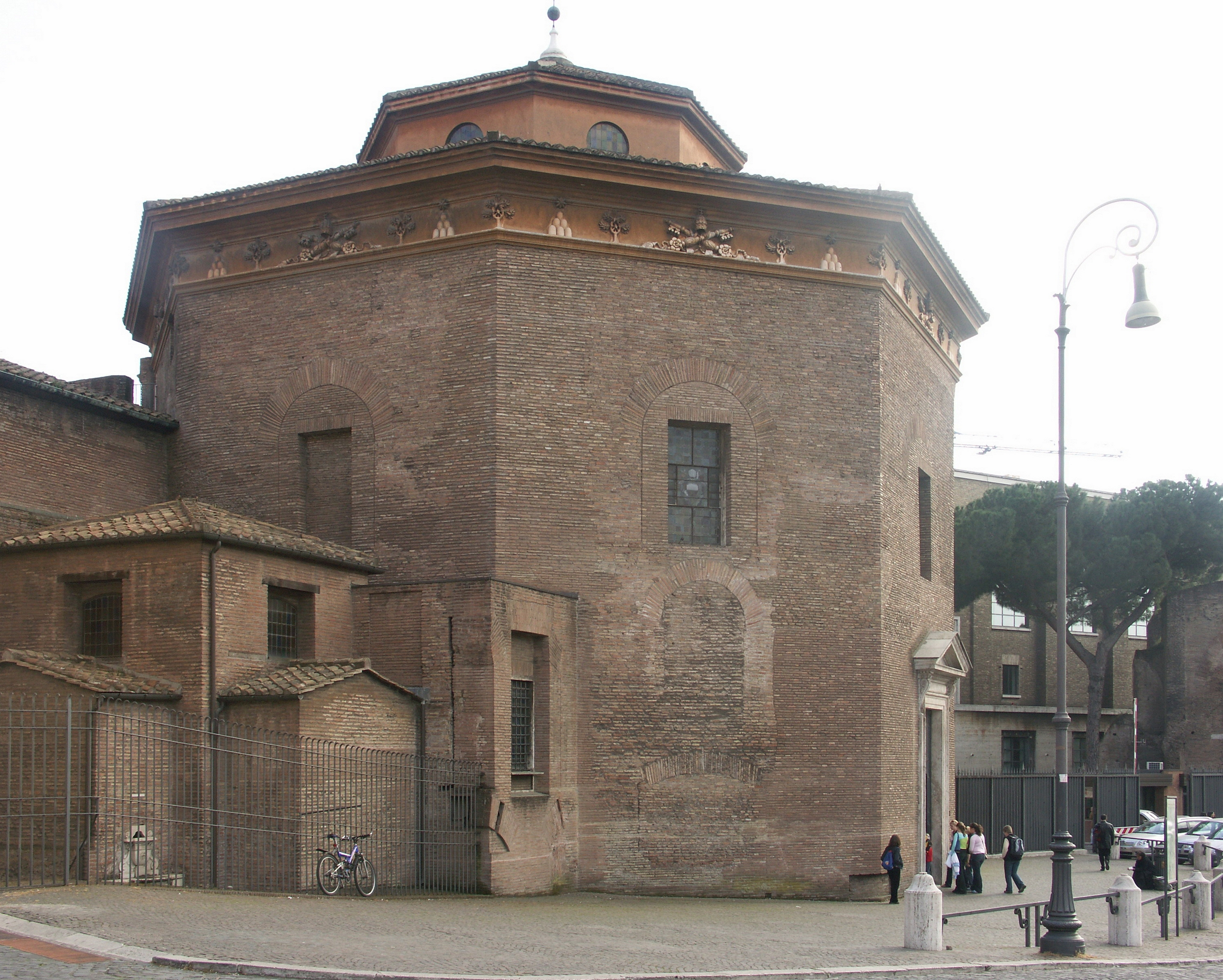
Baptisterium u lateránské baziliky v Římě užívané ke křtům – legitimizace křesťanství přivedla do církve množství nových věřících

Přestože biskupové v prvních staletích vytvářeli rovnocenný sbor, získávala postupně některá biskupství větší prestiž a vliv. Význam měli biskupové z větších center Římské říše – zpočátku hlavně Antiochie, Alexandrie, Řím, v průběhu 4. století pak také Konstantinopol a Jeruzalém – od dob Justiniána I. se těmto obcím začalo říkat patriarcháty. Na Západě nebyl primát římského biskupa zpochybňován, římská církev byla považována za tu, kterou založili apoštolové Petr a Pavel. Tento původně čestný primát tak na Západě stále více plnil úlohu primátu jurisdikčního. Chalkedonský koncil (451 tento čestný primát přisoudil i Konstantinopoli jakožto druhému Římu; proti tomu se ovšem papež Lev I. ostře ohradil a Římská církev nikdy tento koncilní kánon nepřijala. Mimo území Římské říše vznikaly poměrně nezávislé národní církve – v Arménii, Gruzii a Persii, jejichž dějiny se s dějinami církví z římského kulturního okruhu protínají spíše sporadicky. Upevňování církevní jednoty měly sloužit koncily, tj. setkání biskupů, na nichž se projednávaly jak věroučné, tak disciplinární otázky. Všeobecné, ekumenické koncily, svolával ve starověku císař, od středověku je potom svolával obvykle římský biskup, papež. Sedm prvních koncilů je společných jak katolické, tak pravoslavné církvi a pro obě církve mají vysokou závaznost.

### Teologické spory

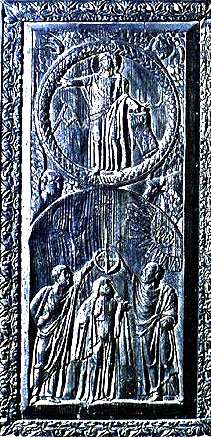
Vyobrazení triumfu Krista a církve na dveřích baziliky sv. Sabiny v Římě, na nichž se nachází i nejstarší známé zobrazení Ukřižovaného (kolem roku 415)

V prvních staletích dochází v křesťanství k prvním teologickým diskuzím či sporům na témata různých věroučných otázek. Postupně se probíral pohled křesťanů, významných dobových křesťanských teologů i jednotlivých křesťanských obcí na základní věroučné otázky: Nejsvětější Trojici a podstatu existence společenství Boha ve třech osobách, vtělení Krista a jeho podstata (božství, lidství), což byly pro věřící křesťany podstatné otázky související s otázkou spásy člověka.

#### Ariánství (arianismus)
První kontroverzí křesťanství po jeho legitimizaci byl christologický spor, vzniklý po roce 318 z diskuse alexandrijského biskupa Alexandra s knězem Areiem (latinsky Arius, (260–336) o povaze vztahu Otce (Boha) a Syna (Krista). Areios obhajoval názor, že Kristus (Syn) byl Bohem stvořen (ne zrozen) ve své lidské přirozenosti a není tedy stejné podstaty jako Bůh (Otec) – že tak musí být od Boha odlišný, pouze mu podobný a do jisté míry mu podřízený. Jeho odpůrci, zastávající názor, že Otec i Syn jsou stejné podstaty, mu vyčítali, že popírá Kristovo božství.
Tyto teologické otázky, k nimž křesťanské komunity zaujímaly různá stanoviska, způsobily vznik vleklých diskusí i organizační krize v církvi. Hrozící církevní rozkol přiměl císaře Konstantina svolat roku 325 první ekumenický celoříšský koncil církevních hodnostářů v Nikaji, který většinou hlasů Areiovy názory a učení (ariánství) odsoudil jako neslučitelné s křesťanstvím. Současně bylo zpracováno Nikajské vyznání víry, které mělo být pro neáriánské křesťany nadále závazné.
Ariánská kontroverze ale pokračovala: sám císař Konstantin nezaujal vůči ariánství důsledné stanovisko, roku 335 Areia rehabilitoval a na konci života se nechal pokřtít ariánským knězem. Ariánství podporovali i další císařové, např. Constantius II. (337–361) a Valens. Ariánské křesťanství přijaly i některé kmeny usídlující se na území Římské říše, např. Gótové, Burgundi a Vandalové. V Konstantinopoli mělo ariánství převahu až do nástupu císaře Theodosia, jenž svým dekretem r. 380 učinil křesťanství státním náboženstvím a ariánství postavil mimo zákon s možností uvalit za ně tresty. Na rok 381 pak svolal druhý ekumenický koncil, zvaný „První konstantinopolský“, jenž vliv ariánství v Římské říši definitivně podlomil. Poté zůstaly mj. zásluhou biskupa Wulfily ariány pouze germánské kmeny, některé až do roku 700.

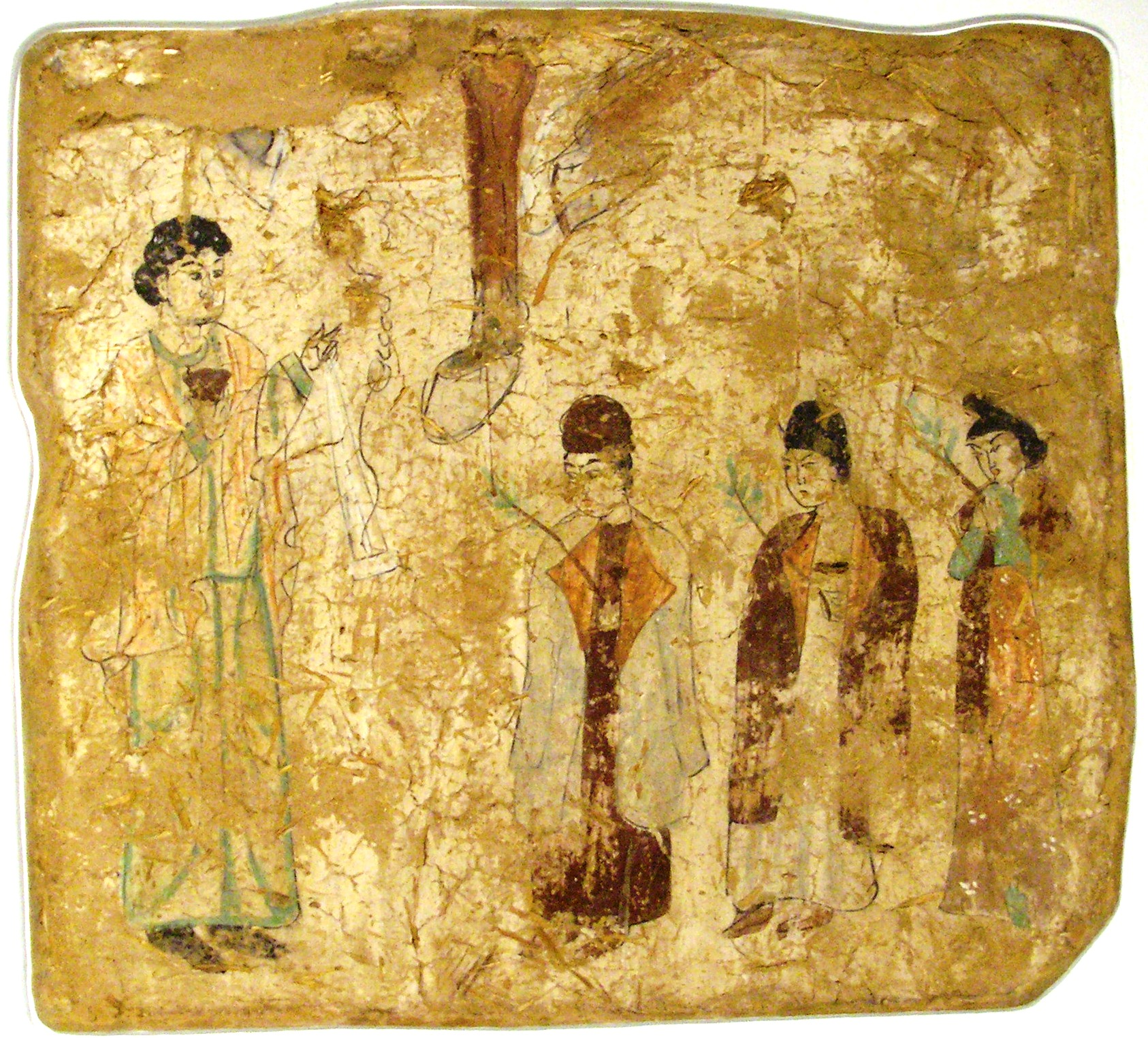
Nestoriánští kněží během květné neděle na nástěnné malbě ze 7. nebo 8. století v západní Číně

Středověká církevní centra v Asii

#### Nestoriánství
Počátkem 5. století vyvolalo spor učení konstantinopolského patriarchy Nestoria (381 – 451). Nestorius se jako představitel antiochijské školy postavil proti novému pojmenování, které začalo být připisováno Ježíšově matce Marii – θεοτόκος (Theotokos, nositelka Boha, bohorodička). Namísto něj prosazoval titul Χριστοτόκος (christotokos nositelka Krista). Nestorius argumentoval tím, že Marie jakožto člověk přece neporodila Božství a může být proto nazývána pouze Kristorodičkou. Otázka se však netýkala pouze Marie, ale především osoby Ježíše Krista a jejího vnímání – šlo o součást dobové teologické diskuze v níž se hledaly odpovědí na složité teologické otázky vztahu Ježíšova božství a lidství. Nestorius důsledně odlišoval Ježíšovu lidskou a božskou podstatu – v jeho pojetí je Ježíšovo lidství a božství spojeno morální jednotou, popřípadě pak Boží Syn obýval člověka Ježíše jako chrám. Jeho učení bylo chápáno tak, že v Ježíši Kristu existuje boží a lidská osoba (osoba s božskou přirozeností a osoba s lidskou přirozeností). Toto učení mělo závažný vliv na soteriologii a teologii eucharistie. Proti Nestoriovi se ohradili především konstantinopolští mniši a obrátili se o pomoc k Alexandrijskému patriarchovi Cyrilovi, čímž se teologická stránka problému spojila s konkurencí dvou hlavních teologických škol (alexandrijské a antiochijské). Kvůli této nauce se sešel Efezský koncil (431), který Nestoria za nepřítomnosti antiošských biskupů, kteří nestačili přijet, odsoudil a prohlásil Ježíše Krista za jedinou osobu. Roku 1895 však byl nalezen spis Hérakleidův bazar, který Nestorios sepsal ke sklonku svého života. V knize odmítá herezi, z níž byl obviněn, a jeho popis Krista se velmi podobá formuli Chalkedonského koncilu roku 451. Z nálezu je jisté, že Nestorios neučil o dvou osobách v Kristu, a tudíž nezastával nauku označovanou jako nestoriánství. Nestoriovi stoupenci museli odejít do vyhnanství, ale díky své značné misijní činnosti šířili křesťanství mimo jiné na Dálném Východě – mnozí z nich působili na dvoře mongolských chánů a díky tomu někteří mongolští náčelníci ještě ve 12. a 13. století vyznávali nestoriánské křesťanství.

#### Monofyzitismus
Oproti nestoriánství opačným názorem byl Eutychův monofyzitismus, podle něhož měl Ježíš Kristus pouze jedinou, a to zcela božskou a nikoli lidskou přirozenost. Opačným názor představují vyjádření Chalkedonského a Druhého konstantinopolského koncilu, které zastávají nauku o dvou přirozenostech v Kristu, totiž přirozenosti božské a lidské. Z této doby pochází jedno z nejstarších trvalých rozdělení křesťanstva, neboť jednota církve po Chalkedonu nebyla obnovena – jeho závěry neuznávají orientální církve.

#### Západní teologie a sv. Augustin

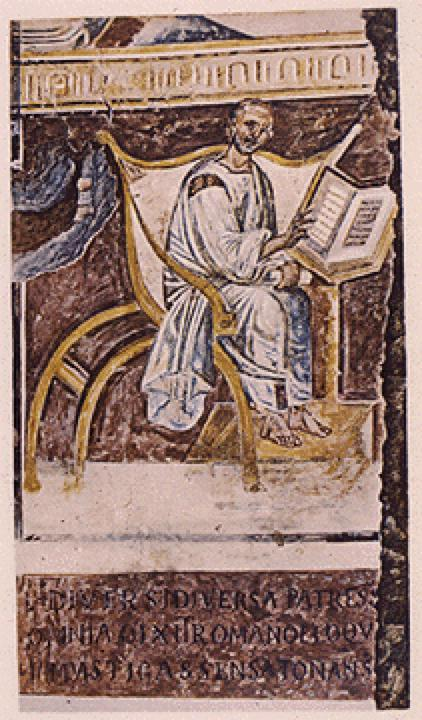
Nejstarší známý portrét svatého Augustina ze 6. století (Lateránská bazilika v Římě)

Křesťanský Západ se zabýval především praktickými otázkami ohledně lidské svobody, vůle a hříchu. Kolem roku 400 vystupuje britský mnich Pelagius s etikou, v níž se zaměřuje na téma lidské vůle, která téměř nepočítala s Boží milostí – spása je v jeho případě spíše lidským výkonem než darem od Boha.
Proti Pelagiovu učení vystoupil sv. Augustin z Hippa a v polemice s pelagianismem hlásal nauku o absolutní predestinaci (předurčení osudu Bohem), což je nauka pro většinu křesťanů nepřijatelná. Přesto Augustin bývá řazen mezi církevní otce a významně ovlivnil teologii středověku – ve sporu s donatistickými křesťany obhajuje Augustin možnost násilně je přinutit přijmout jeho víru; Argumentuje Biblickou citaci „a přinuťte je, aby přišli“ (L14, 23). Tento výklad ovlivnil svou dobu ale hlavně pozdější období – ve středověku se stal krédem pronásledovatelů jiného vyznání, užitým nejen Katolickou církví ale i Martinem Lutherem v jeho boji proti novokřtěncům.
K dalším výrazným postavám západní teologie této doby patří sv. Ambrož, od roku 374 milánský biskup, který měl vliv na některá politická rozhodnutí císaře Theodosia I. a který obohatil západní teologii mnoha prvky teologie východní, a sv. Jeroným (žil cca 347–420), nejučenější z církevních otců celé epochy, překladatel Bible do latiny. Jeronýmova Vulgata se stala textem Bible, tvořícím základ pro veškerou církevní nauku během středověku. Západní Otcové ovlivňovali zčásti dění i na křesťanském Východě, jako například když papež Lev I. (žil cca 400–461) ovlivnil roku 451 rozhodnutí Chalkedonského koncilu svým listem na podporu biskupa Flaviana. Velký obrat znamenal také pontifikát Řehoře Velikého (žil cca 540 – 604), který začal orientovat římskou církev směrem k barbarským národům, vyslal sv. Augustina z Canterbury (žil cca 546–604) na misii do Británie a budoval vztahy s franskou říší. Řehořova reforma církve a klášterů měla též význam pro celý středověk, připisuje se mu i reforma církevního zpěvu, z níž se později vyvinul gregoriánský chorál.

### Askeze a mnišství

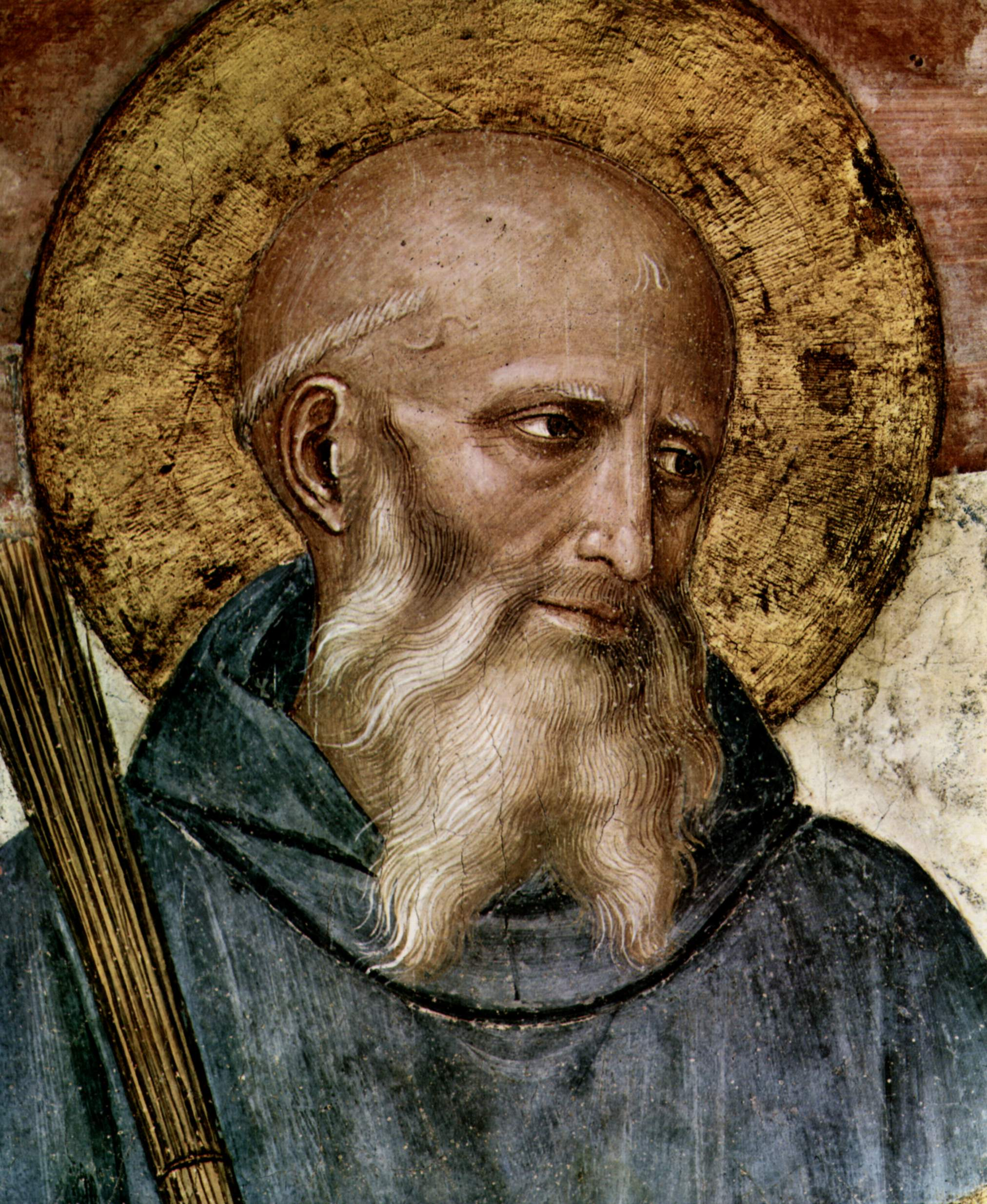
Fra Angelico, Svatý Benedikt z Nursie

V době růstu počtu věřících rostla u některých křesťanů i touha žít co nejvíce podle ideálů evangelia. Toto hnutí projevuje na konci 3. století v Egyptě a je spojeno s postavou sv. Antonína, který se rozhodl opustit svůj majetek a odejít do pouště. Kolem těchto poustevníků se začali postupně shromažďovat další jejich žáci, kteří taktéž žili poustevnickým životem. První společenství mnichů, kteří žili pospolu, založil sv. Pachomios. Již zde tak můžeme vidět dvě hlavní podoby mnišství – život poustevníků (eremitů) a život koinobitní (společný). Pro východní mnišství má primární význam řehole, které sepsal sv. Basil Veliký, pro západní model mnišství pak je rozhodující vliv svatých Cassiodora a Benedikta z Nursie. Benediktovy kláštery, řídící se jeho řeholí a hlavním principem spojení modlitby a práce (ora et labora), jsou pak typické pro celý evropský středověk. Benedikt bývá nazýván otcem západního mnišství a benediktinské kláštery jsou považovány za nositele starověké kultury, kterou pomohly uchovat v době, kdy se antický svět jako takový rozpadal.

### Křesťanství mimo kulturní okruh Římské říše
Křesťanství se neomezovalo na oblast Středozemního moře, jeho stopy lze nalézt zvláště v oblastech židovské diaspory, tj. v Mezopotámii.
Do Persie se křesťanství dostalo již ve 2. století, kde však narazilo na tamní národní náboženství, zoroastrismus. Synoda perské církve posléze roku 424 vyhlásila nezávislost církve v Persii na „velké církvi“ na území římské říše. Na konci 5. století přešla církev v Persii k nestoriánství.
Nestoriánství se dále šířilo po hedvábné stezce až do Číny, kam dospělo kolem roku 635 za vlády císaře Tchaj-cunga, jak popisuje jedna stéla vztyčená roku 731.

## Raný středověk
Zatímco ve Východořímské říši nebyl historický vývoj příliš narušen – nejvýznamnější události zde představují války Byzance s Peršany a v 1. polovině 7. století zdánlivě nezadržitelná expanze islámu, na Západě vypadala situace mnohem dramatičtěji. Západořímské říše se postupně rozkládala a na její území během stěhování národů přicházejí nové kmeny, které zde zakládají svá vlastní království. Papež se na Západě stává postavou přesahující církevní rámec a zasahující do politického dění.

### Vývoj křesťanství v Byzantské říši
Východořímská říše, zvaná též Byzantská říše, zpestřila vývoj křesťanství v oblastech liturgie a uspořádání církve, teologie, mnišství, nebo byzantského modelu vztahu císaře k církvi, nazývaného jako caesaropapismus.

#### Křesťanství v Byzantské říši v době Justiniána I.
Císař Justinián I. (vládl 527–565) spojil ve své osobě vládu nad státem s vládou nad státní církví. Náboženský vývoj svého státu se totiž snažil z pozice panovníka aktivně ovlivňovat (tzv. caesaropapismus). Svolával koncily a snažil se dát do souladu zákony říše se zákony církevními – zákony světské i církevní dal zapsat do říšských zákonů známých jako Corpus iuris civilis a zákony usnesené církví (kanones) prohlásil císař za stejně závazné jako zákony státní (nomoi), zejména pokud šlo o zákony (kanony) prvních čtyř obecných koncilů. Justiniánův zákoník navazuje na některé předchozí císařské zákony tím, že ukládá obyvatelům říše povinnost státem schváleného křesťanského vyznání. Zabývají se také organizací církve, právy biskupů, bohoslužebnými ustanoveními, církevními soudy a koncily, nebo organizací života klášterů. Proti vyslovenému pohanství vystoupil Justinián novými zákony – zbývající pohané měli být přivedeni do církve – bylo jim uloženo, aby se sami ucházeli o křesťanské vyučování a o křest, jinak neměli občanských práv. Návrat k pohanství byl přísně trestán, pohanský kult zakázán a pohanské chrámy bořeny nebo přeměněny v křesťanské. Justinián I. nechal rovněž roku 529 zrušit pohanskou Platonskou akademii v Athénách. Křesťanskou církev Justinián I. štědře podporoval, kněží tvořili zvláštní privilegovaný společenský stav, duchovní měli účast na správě státu (např. Alexandrijský patriarcha byl současně císařským místodržitelem), církev byla obohacována majetkem i pozemky, křesťanské chrámy byly bohatě vyzdobeny (Justinián I. se zasadil např. o stavbu známého chrámu Boží Moudrosti v Konstantinopoli).

#### Expanze islámu na křesťanská území

Expanze islámského chalífátu v letech 622–750

V průběhu 7. a 8. století se stala rychlá vojenská expanze islámského náboženství pohromou především pro východní křesťanstvo, ale brzy i pro křesťany v původně západořímské Africe a přechodně i v Hispánii (Španělsku). Šířením islámu křesťanství v severní Africe, s výjimkou Koptů, téměř vymizelo – pod nadvládu muslimů se dostala území prvotního křesťanství v Palestině, Sýrii, Egyptě, takže významné patriarcháty v Antiochii, Alexandrii a Jeruzalémě upadly do bezvýznamnosti a v severozápadní Africe byl dobyt např. byzantský kartaginský exarchát. Důsledkem expanze islámu bylo značné oslabení křesťanské Byzantské říše, která přišla o svá jižní a jihovýchodní území. Natrvalo byla rozbita jednota středozemské ekumeny prvotní církve a z původních pěti křesťanských patriarchátů zůstala v rukou křesťanů jen Konstantinopol a Řím. Těžiště křesťanského světa nově posunulo z východu více na západ, z jihu na sever a v Galii (Francie) tvořící dosud spíše periferii křesťanského světa připadla Franskému království historická šance založit nové Imperium Christianum (křesťanskou říši).

#### Obrazoborecká krize

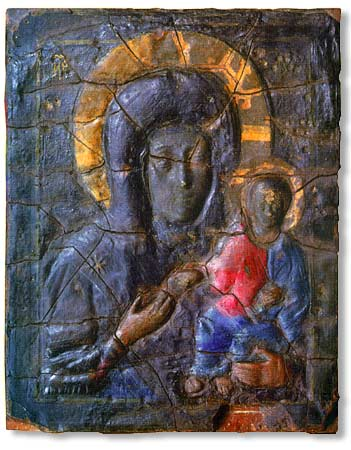
Byzantská ikona Panny Marie ze 7. století, zvaná Blachernská. Nyní Treťjakovská galerie

Mezi lety 726 a 730 začíná v Byzantské říši pod vlivem islámu spor o to, zda je možné zobrazovat Ježíše Krista a svaté. Císař Leon III. Isaurský ostře vystupuje proti křesťanským vyobrazením (ikonám) a dochází k jejich ničení a pronásledování těch, kteří obrazy užívali a jejich prostřednictvím uctívali Boha. Proti Leonu III. se postavili jak konstantinopolský patriarcha Germanos I., tak papež Řehoř III., avšak Leonův zákaz obrazů prodloužil i jeho syn Konstantin V. Pronásledování uctívačů obrazů (ikonodulů) končí až rozhodnutím regentky Ireny, vládnoucí za nezletilého Konstantina VI. (780–797). Obrazoborectví odsoudil až roku 789 svolaný Druhý nikajský koncil, který ozřejmil církevní nauku ohledně obrazů a podpořil hnutí ikonodulů, ctitelů obrazů.
Druhé období pronásledování ctitelů obrazů přichází za vlády Leona V. (813–820), které pokračuje i za vlády Michaela II. Regentka Theodora, vládnoucí za Michaelova syna Theofila opět povolila uctívání ikon a zvrátila rozhodnutí příslušných synod. Od této doby také východní církev slaví první neděli postní jako svátek triumfu ortodoxie.
Hlavním teologickým oponentem obrazoborců byl syrský mnich sv. Jan Damašský, který vysvětloval, že neuctívá hmotu, avšak „spíše stvořitele hmoty“. Ikonodulové tak měli za to, že biblický zákaz zobrazování Boha byl překonán vtělením Ježíšovým, jímž se druhá osoba neviditelného Boha stala viditelnou hmotou. Obraz tedy nezpodobuje neviditelného Boha, ale Boha v podobě, v níž na sebe přijal tělo. Obrazy také považovali jejich ctitelé za součást ústně předávané tradice. Celý spor se však také výrazně týkal vztahu církve a státu, která v této době v Byzanci byla velmi aktuální – kontroverze byla zároveň zápasem církve o nezávislost ve vlastních záležitostech a v otázkách víry.

#### Christianizace Rusi a východních Slovanů
Byzantská říše se snaží šířit křesťanství a svůj vliv na Slovanská území. Na Rusi se kníže Vladimír pokouší lépe upevnit svou moc, a tak roku 989 přijímá v Konstantinopoli křest a uzavírá manželství s byzantskou princeznou. Rus se stává přímo závislou na konstantinopolském patriarchátu, který jmenuje kyjevského metropolitu. Toto spojení napomohlo výrazně ovlivňování ruské kultury kulturou byzantskou – kyjevskými arcibiskupy budou po další čtyři staletí pouze Řekové.
Podobně přijímají Východní křesťanství i další slovanská knížectví, např. Srbové; spolu s křesťanstvím přichází do těchto státních útvarů i byzantská kultura.

### Západní římské křesťanství
Na západě si římští biskupové (papežové) postupně získávají pozici vysoké autority západního křesťanstva. Západní církev se také snaží o christianizaci dosud nekřesťanských oblastí západu.

#### Rostoucí vliv papežů a papežské falzifikáty
V období postupného rozkladu západořímské říše se v nastalé politicky proměnlivé době postupně zvyšuje vliv římských biskupů (papežů), kteří jsou jedinými patriarchy křesťanského západu; v rámci celého křesťanstva tak je Řím jedním z pěti patriarchátů spolu s Konstantinopoli, Alexandrií, Antiochií a Jeruzalémem. Papež Lev I. (v úřadu 440–461) se ve snaze posílit pozici papežství nad celým křesťanstvem odvolává na údajný primát apoštola Petra nad ostatními apoštoly a tvrdí, že římští biskupové tento Petrův primát zdědili. Jako první římský biskup přijímá Lev I. původně pohanskými veleknězi užívaný titul pontifex maximus a zasahuje i do politiky, když roku 452, spolu s římskou delegací vyjednal pro Řím příměří s vůdcem Hunů Attilou.
V 5. až 6. století vznikají falšované dokumenty, které časem přispěly k výraznému upevnění papežské moci. V 5.–6. století vzniká volně smyšlená legenda o papeži Silvestrovi, která vedla ve 8. století ke vzniku zfalšované listiny Konstantinovy donace, podle které přenechal císař Konstantin papeži Silvestrovi Řím a západní polovinu Římské říše, dovolil mu užívat císařské insignie, roucha (purpur) a propůjčil mu primát nad všemi ostatními církvemi, zvláště nad patriarcháty v Antiochii, Alexandrii, Konstantinopoli a Jeruzalémě. Ve skutečnosti však přenechal Konstantin Silvestrovi pouze Lateránský palác a dvě nové baziliky (Lateránskou a Svatopetrskou). Z 5.– 6. století pocházejí rovněž falšované spisy připisované žáku apoštola Pavla, Dionýsu Areopagitovi, (viz tzv. Pseudo-Dionysios Areopagita) v nichž se zavádí slovo hierarchie včetně hierarchického systému (podle nebeského vzoru hierarchie andělů) i pro Zemi a pro církevní klérus. a ze stejného období jsou i falzifikáty z okruhu papeže Symmacha, v nichž se mimo jiné zdůrazňuje, že papež nesmí být nikým souzen (ani církevním koncilem či císařem). Praxe je však hlavně zpočátku jiná – v 6. a 7. století dochází k celé řadě soudních přelíčení s papeži, vyvolaných buďto byzantským císařem, nebo voliteli papežů, což byli v oné době křesťané a klerikové města Řím – tyto soudy často končily sesazením papeže (jako heretici byli odsouzeni např. papežové Vigilius nebo Honorius I.) a k soudům docházelo až do 15. století. K posílení pozice papeže tak došlo až v dalších stoletích, kdy byly také některé ze starších zfalšovaných spisů podporujících papežství zahrnuty do tzv. Pseudoisidorských dekretálií (vznikly v letech 847–852) zahrnujících 115 zcela nepravých dokumentů a 125 původně autentických, zfalšovaných až pozdějšími úpravami – tyto falsifikáty dodávající zvláště od 9. století legitimitu papežským mocenským nárokům poprvé zpochybnil teprve Ota III. (vládl 995–1002), ale jejich nepravost byla prokázána až v době renesance. Přesto byly mnohé z nich ještě i v církevním zákoníku Codex Iuris Canonici z roku 1983.

#### Iroskotská a anglická církev a její misie

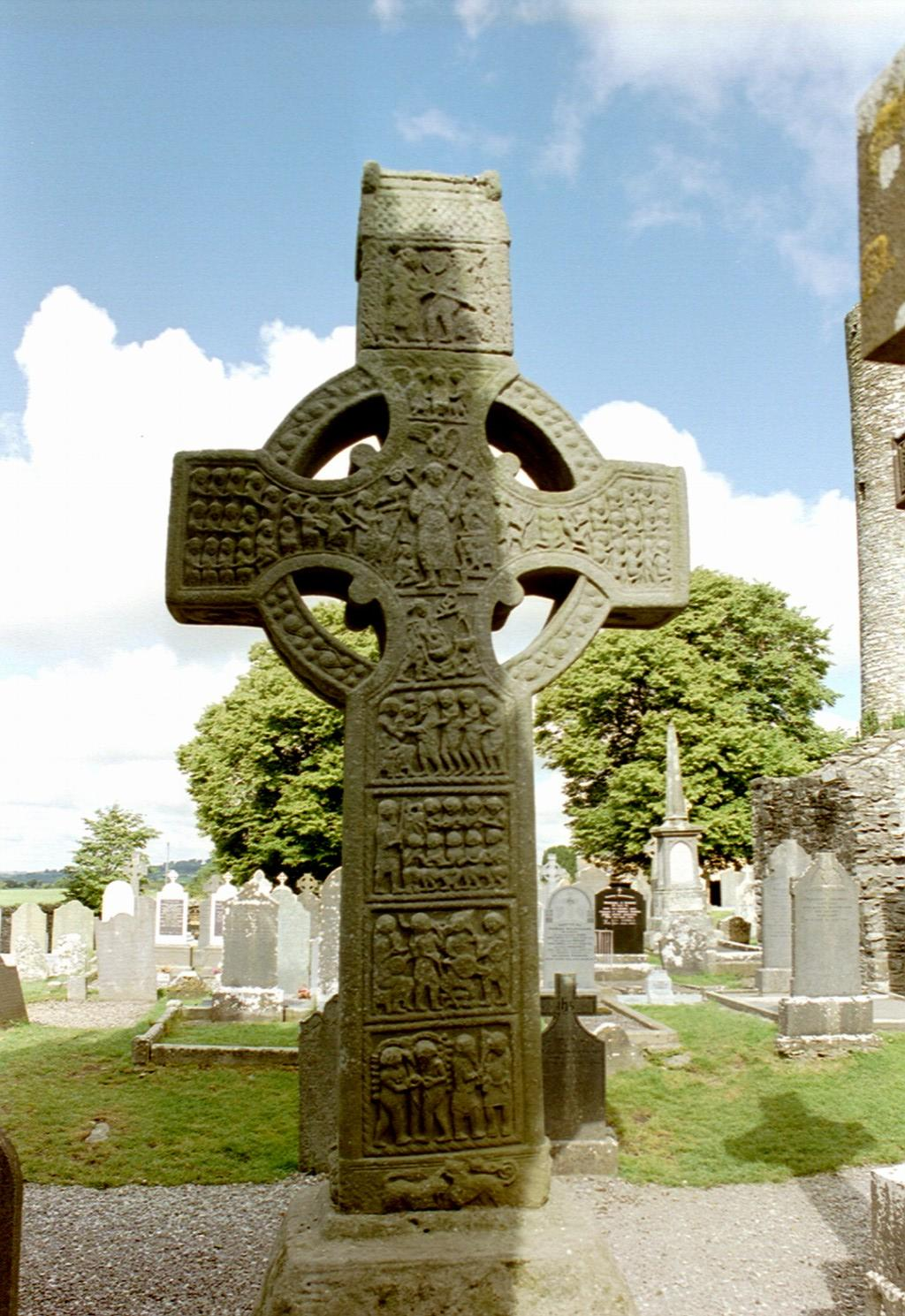
Typický irský keltský kříž z raně křesťanského osídlení v Monasterboice, rané 10. století

V Irsku se křesťanství objevuje již před rokem 400, ale za významného misionáře Irska je považován až sv. Patrik (385–461), který v něm působil po roce 432. Sídlo církevní organizace v Irsku bylo v Armaghu; pro ostrov byl typický mnišský charakter zdejšího křesťanského života. K zakladatelům klášterů patřili např. Finnian, Kolumbán Starší, Brendan, Kevin, Kolumbán Mladší. Rozkvět klášterního života byl takový, že se Irsko v 6. století nazývalo insula sanctorum, ostrov svatých, a protože tyto kláštery byly středisky vzdělanosti, též insula doctorum, ostrov učitelů. V Irsku vznikly dosud neznámé prvky křesťanského duchovního života, mimo jiné i soukromé zpovědi (dosud existovalo pouze veřejné vyznání hříchů). Irští mniši podnikali misijní cesty do dalších částí Evropy – například Galie, Itálie a Germánie či Panonie, čímž podnítili vznik mnoha evropských klášterů a christianizaci nekřesťanských národů. Iroskotská misie byla prvním misijním působením, které zasahovalo i na české území.
V Anglii existovalo křesťanství již v římské době, avšak po zániku římské organizace odsud vymizelo. Misie do Anglie probíhala ze dvou směrů – z Irska a z Říma. Papež Řehoř Veliký vyslal roku 596 do Anglie sv. Augustina z Canterbury spolu se 40 mnichy; Augustin roku 597 pokřtil kentského krále Æthelberhta a s ním podle pramenů dalších 10 tisíc osob. Po kentském království začalo v letech 624–633 pronikat křesťanství i do Wessexu a Northumbrie, v letech 680–690 přijímá křesťanství i Sussex. Anglické kláštery se staly místem duchovního i vědeckého života. Zapojení germánského světa do okruhu křesťanství vylíčil právě anglický mnich Beda Ctihodný (672–735 ve svém proslulém díle Historia ecclesiastica gentis Anglorum (Církevní dějiny anglického národa). I anglická církev byla misijně činná; jedním z prvních anglosaských misionářů je Wilfried z Yorku, který kázal Frísům; pod jeho vedením zahájil práci i apoštol Německa Bonifác.

#### Křesťanství u Germánů, Frankové a christianizace Sasů
Po pádu Říma se král Theodorich Veliký (489–526) pokusil spojit Germány vyznávající ariánské křesťanství proti katolickým Římanům a Řekům a vytvořit křesťanskou ariánsko-germánskou říši. Plán nevyšel kvůli odporu franského krále Chlodvíka, který roku 496 přijal (konverzí od pohanství nebo arianského křesťanství) katolické vyznání, když byl v Remeši pokřtěn katolickým biskupem Remigiem. Katoličtí Frankové si následně vojensky podmanili okolní germánské kmeny ariánského vyznání, obrátili je na katolickou víru a položili tak základ katolické Franské říše. Germáni, kteří přešli od ariánství ke katolictví, měli výhodu proti těm co setrvali u ariánství, protože měli mnohem lepší vztahy s původní románskou a katolickou složkou obyvatelstva.
Křesťanství bylo nositelem některých antických tradic, které při svém šíření přenášelo i na germánské státní útvary. Prvotními středisky křesťanství byla stará biskupská sídla (Tours, Kolín nad Rýnem, Remeš, Arles atd.) a mezi význačné osobnosti patřili Martin z Tours nebo Cesarius z Arles. Neblahý vliv na situaci církve ve franské říši mělo zasahování krále a šlechty, jak o tom vypovídají dochované zprávy Řehoře z Tours.
Významnou etapu představuje pokřesťanštění německých zemí, které je spojováno s postavou anglosaského mnicha Winfrieda Bonifáce (672/675–754). Ten coby papežský legát položil základy německé církevní organizace a reformoval i církev ve franské říši, nakonec byl ve Frísku se svými 52 druhy zabit.
Evropa se však v této době dostává do tlaku arabsko-islámské expanze a byzantská říše má dost starostí s obranou vlastního území. V Evropě se rodí nové státní útvary, na území Itálie zvláště langobardská říše, a pro oblast Říma, v němž papežství přetrvalo jako jediná skutečně fungující starověká instituce, se jednalo o dobu velkých nejistot a bojů. Nové ohrožení Langobardy přimělo papeže Štěpána II. (741–752), aby zažádal o pomoc ve franské říši, u Pipina (741–768). Papežství se tak začalo přiklánět k franské říši, jejímž králům také poskytovalo určitou autoritu – jak Pipinovi, jenž byl papežovým vyslancem pomazán na krále, tak později Karlu Velikému, když jej papež roku 800 korunoval v Římě císařem. Pipin též roku 754 přiřkl papežům dobytá území ve střední Itálii, které se stalo základem papežského státu, nazývaného patrimonium sancti Petri, dědictví sv. Petra; z téže doby zřejmě pochází tzv. Konstantinova donace, padělek legitimizující nezávislost papeže na byzantském císaři. Církevní stát definitivně vzniká roku 774; existoval až do roku 1870.
Franský panovník Karel Veliký (768–814) se považoval za Bohem vedeného správce křesťanstva. Pod jeho vládou se Francká říše Karlovců postupně stala rozhodující mocností v západní Evropě a protiváhou byzantské říše na východě – k tomuto mocenskému postavení získává Karel Veliký i císařský titul, když jej roku 800 korunoval papež Lev III. v Římě na císaře říše římské – tak došlo v západní Evropě (324 let od pádu Západořímské říše) k obnovení císařství a posléze ke vzniku Svaté říše římské. Šíření křesťanství na pohanská území bylo v podání Franků nerozlučně spojeno s šířením franské politické nadvlády. V období 772–799 podnikají frankové Karla Velikého téměř každoroční válečné nájezdy do pohanského Saska, aby si Sasy politicky podrobili a aby mezi nimi vymýtili jejich pohanskou vírů, která byla duchovním tmelem saského odboje – válka probíhala nelítostně, například u Verdenu nechal roku 782 Karel popravit 4,500 Sasů, kteří se bránili christianizaci. Sasko se frankům podařilo christianizovat až poté, co byla zbořena významná saská svatyně Irminsul a nastoleny tresty smrti za jakýkoliv projev pohanství (dle Capitulatio de partibus Saxoniae).
Idea karlovské říše však zůstala inspirativní pro křesťanskou kulturu celého evropského středověku. Po rozpadu této říše a po pontifikátech Lva IV. (847–855) a Mikuláše I. (858–867) přichází temné století západní církve, kdy se na papežském stolci vystřídá bezpočet papežů, kteří nebyli než loutkami světských vládců Říma. Orientace římské církve na západní království měla také vliv na další odcizování vztahů a umenšení kulturní výměny mezi křesťanským Východem a Západem.

#### Christianizace západních Slovanů
Na přelomu 8. a 9. století proniká na Velkou Moravu křesťanství z Východofranské říše prostřednictvím kněží z Pasova, ale i z Itálie a pobřežních dalmátských měst. Kolem roku 831 přijal velkomoravský knížete Mojmír I. křest z rukou pasovského biskupa Reginhara, čímž jakožto křesťanský panovník upevnil svou pozici vůči Východofranské říši. Přesto byla ještě v roce 873 moravská společnost z části pohanská a v samotném centru Velké Moravy, na předpolí knížecího hradu v Mikulčicích, stála současně s křesťanskými chrámy v poloviny 9. století pohanská svatyně, což naznačuje (např. dle názoru Dušana Třeštíka) možnost dočasného kompromisu mezi starým a novým kultem. Roku 862 žádá velkomoravský kníže Rostislav byzantského císaře, aby mu poslal vlastního biskupa, čímž by se stal nezávislý na biskupech franských. Patriarcha Fotios mu však poslal pouze kněze, bratry Konstantina a Metoděje. Konstantin přeložil do slovanského jazyka nejdůležitější části Bible a texty liturgie. Konstantin a Metoděj také prosadili Civilní zákoník (Zakon sudnym ljudem), v němž zavedli tvrdé tresty pro zastánce pohanství. Po smrti Metodějově (885) byli jeho žáci kvůli sporům s franskými kněžími z Velké Moravy vyhnáni. Toto rozptýlení však vytváří možnost misie u dalších slovanských národů.
Ve stejné době dochází k obrácení Bulharů; roku 866 se nechává pokřtít bulharský chán Boris (852–889), jehož následoval postupně celý národ. Dlouhou dobu Bulharsko váhalo, má-li se připojit pod jurisdikci Konstantinopole, či Říma, nakonec se však připojilo ke křesťanskému Východu.
O christianizaci západních Slovanů usilovali mj. Frankové, jejichž zásadou bylo, že jimi porobené země musejí přijmout křesťanství, a naopak, že země, které přejaly křesťanství od nich, jim budou politicky podřízeny. Odpor proti své nadvládě i proti nové víře pak lámali násilím. V tomto duchu proběhla mj. christianizace Slovanů usazených u horního toku řeky Mohan, kteří přijali křesťanství hromadně na příkaz Karla Velikého, avšak trvalo ještě dlouho, než takto pokřtění lidé opustili svou původní víru a mravy.
V průběhu 10. století probíhala christianizace západních Slovanů, kteří pak byli podřízeni západní církvi a Římu. Význačnými osobnostmi této doby jsou sv. Václav a sv. Vojtěch v Čechách, Měšek I. v Polsku a Štěpán I. v Uhrách.

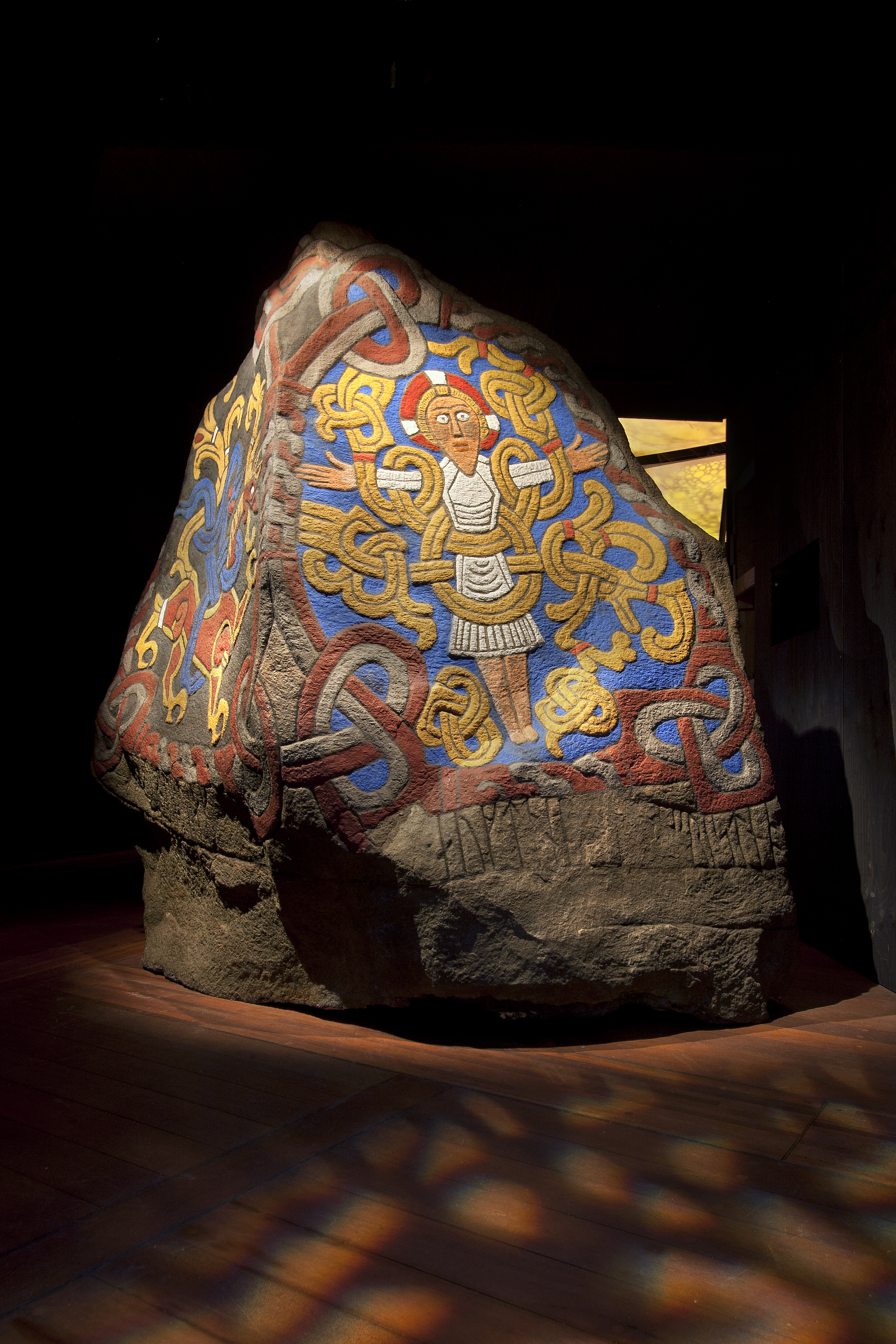
Křesťanský runový kámen z Jellingu v Dánsku z roku 965 (barevná rekonstrukce) napodobuje Odinovo ukřižování na posvátném stromě Yggdrasil (severský mýtus) tím, že ukazuje Ježíše Krista v pozici ukřižovaného s větvemi obtočenými kolem něj. Nápis říká: "Král Haraldr (...) pro sebe získal celé Dánsko a Norsko a udělal z Dánů křesťany. "

#### Christianizace Norska a Islandu
V Norsku rozšířil křesťanství až Olaf Trygvason, když v letech své vlády (995–1000) prosazoval své budování státu ve znamení křesťanství tou nejtvrdší metodou: kdo se nevzdal pohanských bohů, byl zabit, zmrzačen nebo vypovězen ze země. Island měl k Norsku kulturně a geograficky blízko a křesťanství se na něj dostalo poměrně pozdě. První pokus zde učinil Islanďan Thorvaldr Kodránsson roku 981, který se pokoušel šířit křesťanství mezi svými soukmenovci. Když s tím však přišel na Althing, dal se v debatě natolik vyprovokovat, že zabil dva oponenty a byl proto vypovězen. Když se v Norsku začal prosazovat Olaf Trygvason a jeho násilná metoda christianizace, pokoušeli se jeho misionáři na Islandu nejprve postupovat stejně a snažili se především ničit pohanské svatyně. Islandský zákonodárný sněm Althing je prohlásil za psance a vydal usnesení, že každý, kdo se bude rouhat bohům, má být vypovězen. Olaf se nevzdal a roku 997 poslal na Island německého kněze Daknbranda, ale ani ten neuspěl. Olaf dal nakonec zatknout Islanďany, kteří přebývali v Norsku, a na Island poslal ultimátum, aby přijali křesťanství, jinak budou rukojmí popraveni. Olafovy hrozby nebylo možno podceňovat, na Islandu se dobře vědělo, jak krutými prostředky prosazuje křesťanství v Norsku. Islanďané se však v této otázce rozdělili na dvě strany a hrozili, že mezi nimi vypukne boj. Aby tomu zabránil, obrátil se předák křesťanství nakloněné strany na „soudce“ Thorgeira, který Althingu předsedal, a požádal ho, aby našel kompromis, který by vyhovoval oběma stranám. Thorgeir si vzal čas na rozmyšlenou a příštího dne pronesl řeč, v níž poukazoval zejména na to, že spor mezi oběma stranami hrozí katastrofálními následky. Aby byla jednota zachována, navrhl, že se všichni dají pokřtít, že však bude i nadále dovoleno obětovat bohům, ovšem v soukromí. To uspokojilo obě strany, Althing tento zákon v letech 999–1000 přijal a Island se stal křesťanskou zemí.

## Vrcholný středověk

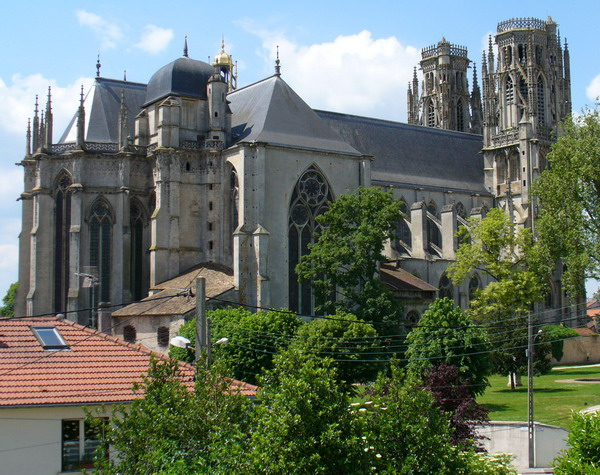
Katedrála sv. Štěpána ve francouzském Toulu

Další období přichází s vládou Oty I. (936–973), který vtiskl západnímu císařství novou podobu, když podle jeho koncepce byly křesťanský stát a církev totožnými. Církev v prostředí otonské říše nabyla znovu volnosti, 10. století se stává obdobím velké reformy a vzmachu církve, který bude pokračovat i v dalším období.

### Clunyjské hnutí
Významné reformní mnišské hnutí středověku vzešlo z Cluny, jehož klášter získal v té době nevídanou svobodu na světském pánovi a stal se místem přísného zachovávání benediktinské řehole a askeze. Pro clunyjské kláštery byla také materiální a jurisdikční nezávislostí umožněná svoboda volby opata. Ke Cluny se postupně přidávaly další kláštery, zakládané podle clunyjského statutu. Ve 12. století patří ke clunyjskému svazu asi tři tisíce klášterů. Clunyjská reforma měla vliv na vznik dalších reformních hnutí, usilujících o niterný duchovní život. První klášter založený v Čechách sv. Vojtěchem patřil též do tohoto svazu.

### Vztah západní a východní církve a velké schizma
Již několik století se Východ a Západ Středomoří kulturně i nábožensky odcizoval. Prvotní příčinou schizmatu byly spory o autoritu papeže, který si nárokoval moc nad ostatními čtyřmi starověkými patriarcháty na Východě, ačkoli východní patriarchové mu sice přiznávali prvenství v církvi, ovšem s jurisdikcí pouze nad západním patriarchátem římským. Kromě odlišných zvyklostí církevního života a liturgie byla východním křesťanům trnem v oku západní praxe vkládat do Nicejsko-konstantinopolského vyznání věroučné upřesnění v podobě slova filioque, které zde původně obsaženo nebylo – západní církev postupně přijala učení o vycházení Ducha Sv. nejen z Otce, ale i ze Syna („Filioque“), které vnutili němečtí panovníci v průběhu 10. století i papežům. Pro východní církev byla tato vsuvka do vyznání víry nepřijatelná, neboť dle ní měnila vztahy ve Sv. Trojici a měla závažné duchovní následky. Výrazným důvodem však byly i důvody jazykové, neboť obě poloviny církve již nerozuměly jednotlivým nuancím řeckého, resp. latinského jazyka a myšlení.
Když konstantinopolský patriarcha Michael Kerullarios nechal v roce 1052 jako odvetu za papežovu snahu získat pod svou jurisdikci jižní Itálii uzavřít latinské kostely v Konstantinopoli, vzplála polemika o odlišnostech mezi východní a západní církví. Na jaře 1054 přijelo do Konstantinopole papežské poselstvo v čele s kardinálem Humbertem ze Silva Candida, který poté, co patriarcha neuznal věrohodnost vyslanců, položil na oltář ve chrámu Boží moudrosti papežskou bulu obsahující exkomunikaci patriarchy a odjeli nazpět do Říma. Synoda svolaná do Konstantinopole prohlásila papežské legáty za exkomunikované a přikázala bulu slavnostně spálit.
Dosud formálně jednotná církevní organizace se roku 1054 rozdělila dvě části – na jedné straně stál patriarchát římský a na druhé straně patriarcháty cařihradský, alexandrijský, antiochijský a jeruzalémský, které v té době začaly užívat názvu „orthodoxní“ („pravoslavné“) na znamení, že nesouhlasí s novým vývojem poměrů v církvi římské (s „Filioque", s papežstvím, se zaváděním latiny u všech národů, s ideou odpustků, se všeobecným celibátem duchovenstva, s pokusy o zavedení přijímání pod jednou způsobou aj.) a že trvají na dosavadním učení. Západní církev (nazývaná též římská, latinská nebo katolická) uznávala za svoji hlavu papeže. Východní církev (pravoslavná či ortodoxní), byla podřízena konstantinopolskému patriarchovi. Vzhledem k tehdejšímu dění však byly události roku 1054 všeobecně chápány pouze jako další dočasné schizma. K prohloubení rozporů výrazně napomohly křížové výpravy a zvláště vyplenění Konstantinopole čtvrtou křížovou výpravou. V průběhu 2. tisíciletí docházelo k vícero pokusům o znovusjednocení církve (Druhý lyonský koncil, florentská unie 1439), avšak až na sjednocení menší části východních křesťanů s římskokatolickou církví tzv. brestlitevskou unií v roce 1596 (viz též Řeckokatolická církev) nedošlo k dalšímu posunu v obnovení jednotného církevního společenství.

### Boj o investituru

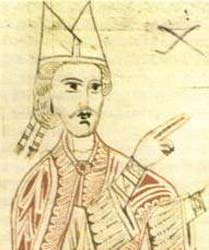
Řehoř VII.

Cílem papeže Řehoře VII. v letech 1073–1085 bylo osvobodit římskou církev od zásahů světské moci, zaručit jí církevní svobodu (libertas ecclesiae). Řehoř VII. bojoval proti tomu, že když světští panovníci zakládali biskupství a opatství, sami si do nich dosazovali své vlastní duchovní správce. Řehoř naopak požadoval, aby právo volby biskupů a opatů náleželo papeži. Prosazoval názor, že stejně jako duše stojí nad tělem, stojí i církev nad státem. V první fázi boje se Řehořovi jeho představu o vztahu církve a státu dařilo prosazovat. Když exkomunikoval císaře Jindřicha IV. pro nerespektování zákazu laické investitury, musel si císař pro rozhřešení dojít k papeži do Canossy, čímž symbolicky potvrdil, že papež mu je nadřazen. Řehoř VII. sice zemřel na útěku před Jindřichovým vzdoropapežem Klementem III., avšak zápas pokračoval i po Řehořově smrti.
Jako zcela nereálný se ukázal pokus Paschalise II. a Jindřicha V. (konkordát v Sutri, únor 1111) oddělit zcela církev od státu – postavila se proti němu německá knížata a biskupové. Nakonec bylo dosaženo kompromisu, který je znám jako konkordát wormský (1122), který stanovoval dvojí investituru – král předával světské statky a práva, církev měla právo na kanonickou volbu. K dalšímu střetu císařské a církevní moci dochází za vlády Fridricha I. Barbarossy (1152–1190), který se pokusil obnovit opět ideu císařské světové moci – tento střet trval celých dvacet let. Výsledkem gregoriánské reformy bylo posílení papežského primátu vůči vnitřnímu životu církve – od této doby papežové posilují svůj vliv v církvi, papež se stává odvolací instancí a zasahuje do chodu jednotlivých místních církví. Politická oblast života byla desakralizována a prohloubil se tak rozdíl mezi klérem a laiky.

### Reformní hnutí v Západní církvi

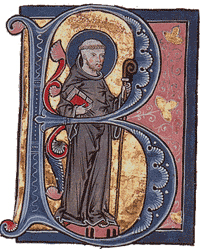
Sv. Bernard z Clairvaux na iniciále rukopisu z 13. století

Vrcholný středověk a zvláště 12. století byl v Západní církvi obdobím velkého rozvoje křesťanského duchovního života, který se projevil vznikem množství řádů a duchovních hnutí. Mezi nově vzniklé řády patří kamaldulové založení sv. Romualdem (951–1027), kartuziáni založení sv. Brunonem (1030/1035–1101) a další. Významnou kapitolu tvoří také reforma benediktinského kláštera, když opat Robert z Molesme založil roku 1098 s dalšími mnichy reformovaný klášter v Citeaux a položil tak společně s dalšími opaty tohoto kláštera (zvláště Štěpánem Hardingem (1109–1133) a sv. Bernardem z Clairvaux základy cisterciáckého řádu. Reformy se netýkaly jen řeholníků, ale i světského kléru – zde má význam hnutí kanovníků, mezi nimiž má nejvýznamnější místo kanovnické společenství založené Norbertem z Xantenu (1082–1134), z něhož vznikl premonstrátský řád. Hnutí laiků se projevilo zvláště dvěma směry: prvním bylo hnutí křižácké, druhým hnutí chudoby.

### Křížové výpravy

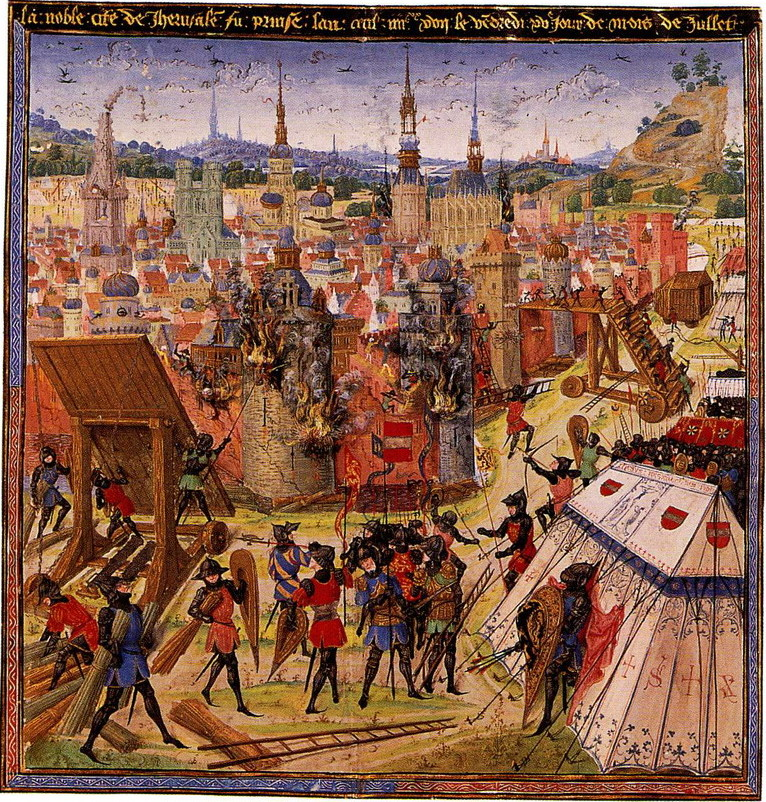
Dobytí Jeruzaléma během první křížové výpravy

Postupný úpadek moci Byzance způsobil, že vlastní místa zrodu křesťanství byla dobyta po bitvě u Mantzikertu roku 1071 seldžuckými Turky. Samotné dobytí Jeruzaléma roku 1078 a faktické znemožnění průchodu křesťanských poutníků na svatá místa spolu s prosbou byzantského císaře Alexia I. dalo bezprostřední popud k tomu, aby papež Urban II. vyzval roku 1095 křesťany k úsilí o znovuzískání Svaté země. První křížové výpravě se povedlo dobýt Jeruzaléma (1099) a založit na dobytých územích křižácké státy v čele s jeruzalémským královstvím. Křižácké hnutí vedlo také ke vzniku rytířských řádů – johanitů, templářů a německých rytířů, které měly za úkol kromě plnění obvyklých řeholních slibů sloužit vyčerpaným a nemocným poutníkům ve Svaté zemi. Další výpravy se setkávaly se střídavým úspěchem či spíše neúspěchem. Čtvrtá křížová výprava (1202–1204, závažně pošramotila vztahy mezi východními a západními křesťany), neboť Benátčanům se povedlo křižáky využít k vlastním cílům a tito roku 1204 vyplenili Konstantinopol. Další výpravy taktéž ztroskotaly, křižáci ztrácejí roku 1291 poslední pevnost Akkon a křižácké státy zanikají. Význam křížových výprav zůstává sporný. K pozitivům jistě patří navázaná kulturní výměna mezi Východem a Západem, která umožnila také rozvoj univerzit a scholastické filozofie a teologie, avšak výpravy velmi narušily vztahy mezi východní a západní církví a výpravy doprovázely politické a vojenská skandály, stejně tak jako nesmyslné násilí při dobytí Jeruzaléma a Konstantinopole.

Paulikiáni, Bogomilové, Kataři a Valdenští – rozšíření a vzájemné vlivy

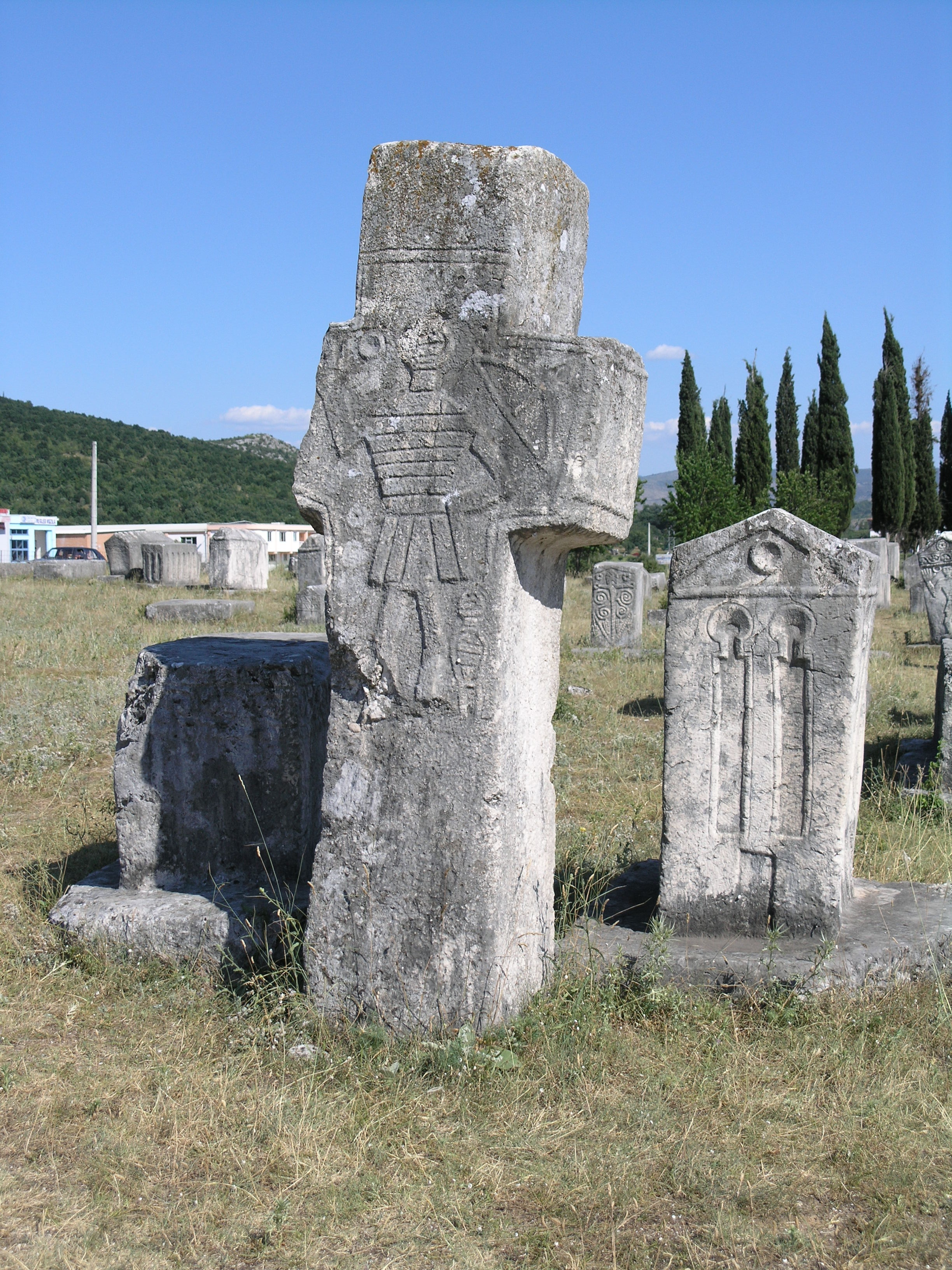
Nekropole Radimlja, pohřebiště bogomilů v Bosně a Hercegovině

### Hnutí chudoby a žebravé řády

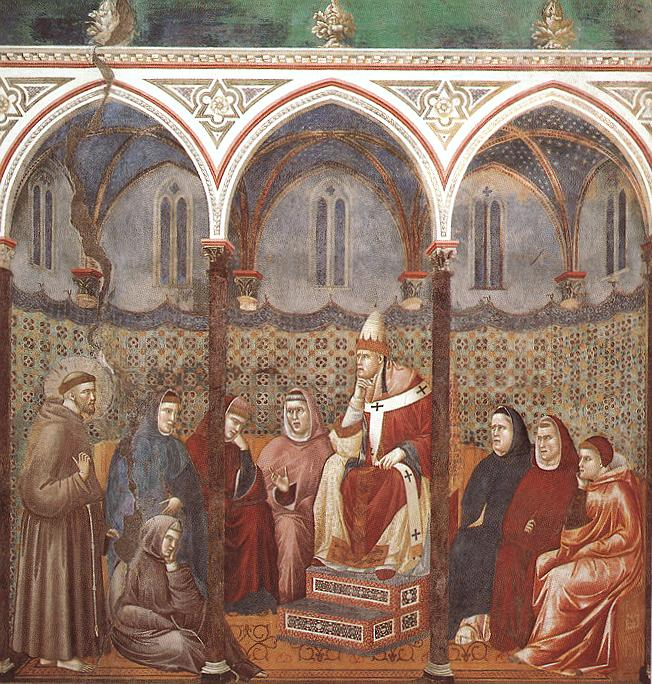
Giotto di Bondone, Sv. František káže před papežem Honoriem III., cyklus fresek v bazilice v Assisi

Již reformy předchozích staletí požadovaly návrat k evangelní chudobě podle vzoru Krista a jeho apoštolů; tento zápal vedl k obnovenému zájmu o četbu Písma a poznání Ježíšova života a učení. Z tohoto hnutí chudoby vzniká také hnutí valdenských, které však postupně radikalizovalo svou nauku a stávalo se nepřátelským církvi. V Holandsku se objevují bekyně, zbožné ženy věnující se modlitbě a četbě Písma a starosti o nemocné a chudé.
Dokonalým následováním Krista v chudobě se inspiroval František z Assisi (1181/1182–1226) a Dominik Guzmán (asi 1170–1221), kteří na začátku 13. století zakládají první žebravé řády, františkánský a dominikánský řád. Oba řády se nevídaně rychle rozšířily po celé Evropě a ovlivnily výrazně celou atmosféru středověku. Ideál bezpodmínečné chudoby přijaly i další řády, augustiniáni eremité a karmelitáni. Z těchto žebravých řádů pocházeli nejvýznamnější teologové vrcholného středověku a jejich misionáři byli velmi oblíbení.

### Bogomilové
Takzvaní bogomilové žili od 10. do 15. století na Balkáně. Jejich nauka zřejmě byla dualistická, gnostická či příbuzná s manicheismem. Vznikli snad misijní činnost tzv. paulikánů, kteří působil v Malé Asii, Arménii a Palestině. Podle některých pramenů přispěla misijní činnost bogomilů v Itálii a jižní Francii ke vzniku hnutí patarenů, valdenských a katarů. Sami se chápali jako očišťovatelé Kristova učení k jeho původní podobě a věřili, že tvoří pravou církev. Jejich hnutí mělo laický ráz – měli prostá shromáždění věřících s modlitbami a výklady těch částí Bible, které uznávali.

### Kataři
Takzvaní Kataři či albigenští (sami sebe takto nenazývali) byli svými věřícími nazývání „praví křesťané“ (veri christiani) nebo „dobří lidé“ (Bonhommes). Sami sebe považovali za pravou Kristovu církev předávající jediný platný křest Duchem svatým. Počátky hnutí jsou nejasné. Roku 1143 již byli rozšířeni od Rýna k Pyrenejím. Jejich učení se v úplnosti nedochovalo a známe je hlavně z inkvizičních protokolů, v nichž je těžké rozlišit pravdu od nepochopení či lží. Kataři pokládali svět za výtvor ďábla či zlého boha a smysl pozemského života viděli v přípravě duše k nalezení cesty na nebesa. Neuznávali eucharistii a místo vodního křtu užívali consolamento chápané jako křest Duchem svatým, prováděné vkládáním rukou na hlavu křtěného. Uznávali Nový zákon, obzvláště Janovo evangelium a Apoklaypsu. Většinou zavrhovali Starý zákon jako dílo zlé síly. Kázali mravní přísnost, odmítali římskou církev jako církev zavržených a vytýkali ji opuštění apoštolské chudoby. Bohoslužby konali v lidovém jazyce. Žehnali chléb, ale neuctívali jej jako svátost, užívali modlitbu Otčenáš. Vytvořili nezávislou organizaci, zvláště na jihu Francie, a v některých Italských městech. Katarská církev pořádala synody, měla biskupskou strukturu, dělila se na dieceze a farní obvody spravovali jáhnové. Katarství nemělo papeže či jinou centrální autoritu a bylo vnitřně různorodé. Katarství bývá označováno jako dualisticko-manicheistické hnutí, přestože na manicheismus vědomě nenavazovalo. Mezi osobnosti hnutí patří filosof Jana z Lugia. Katarství se stavělo proti církevní i světské moci a proto je potírala církev i stát. Albigenské křížová výprava (1209–1229) zničila významné okcitánské katarské ohnisko a přestože ji hnutí přežilo, jeho zbytky postupně zanikly díky dalšímu pronásledování či úsilí inkvizice.

### Scholastika, teologie a univerzita

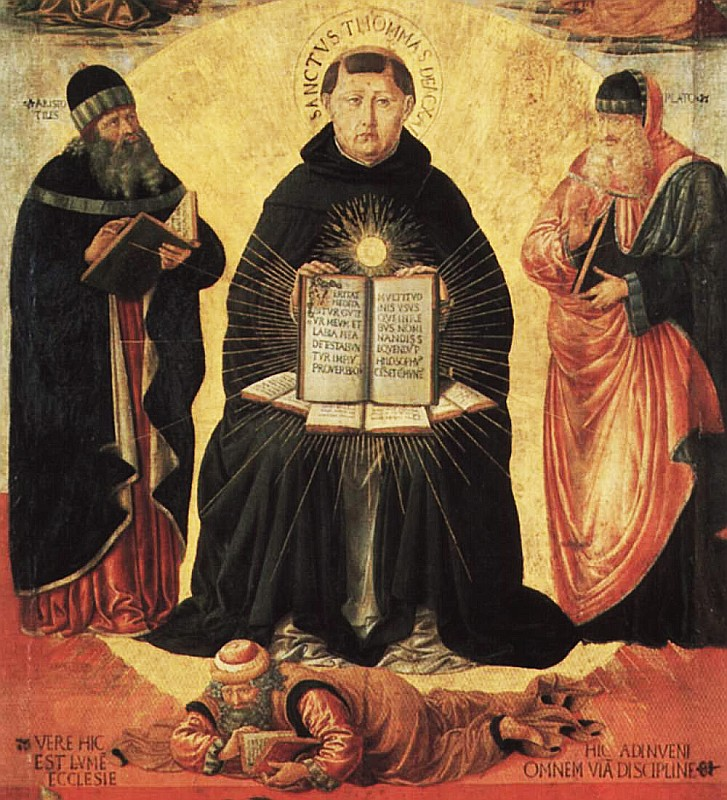
Benozzo Gozzoli (1420–1497), Svatý Tomáš Akvinský vítězí nad Averroem

Oproti ranému středověku, který se spokojoval s tradicí a rozvojem teologie Písma v duchu patristiky, přineslo 12. a 13. století větší diferenciaci teologického myšlení a promýšlení tradičních poznatků. Těžiště vědecké práce se přesouvalo z klášterů na nově vznikající univerzity. Za otce scholastiky je považován sv. Anselm z Canterbury († 1109), který se pokusil víru racionálně podložit (fides quaerens intellectum). Nejvýznamnějším teologem rané scholastiky byl Petr Abélard (1072–1142, užívající dialekticko-kritickou metody. Boloňský kamaldulský mnich Gratianus († 1158) v této době shromažďuje poprvé rozptýlené církevní normy do sbírky Concordantia discordantium canonum, známé jako Decretum Gratiani, která tvořila v upravované a doplňované podobě podklad pro katolickou církev až do roku 1917, kdy byl nahrazen Kodexem kanonického práva. Autorem souhrnné dogmatické učebnice je pařížský mistr a biskup Petrus Lombardus († 1160), jehož čtyři knihy Sentencí se užívaly jako základ výuky teologie po celý středověk až do reformace.
Teologický vývoj dosahuje svého vrcholu během 13. století. Oklikou přes arabské a židovské spisovatele se Západ seznamuje s dílem Aristotelovým, jehož pojmové řeči bylo využito pro upřesnění filozoficko-teologického myšlení vrcholné scholastiky, jejímiž nejvýznamnějšími představiteli byli svatí Albert Veliký († 1280), Tomáš Akvinský († 1274), Mistr Eckhart († 1328), Alexandr z Hales († 1245), Bonaventura z Bagnoreggia († 1274) a blahoslavený Duns Scotus († 1308). Největší ohlas z těchto autorů měl pro dějiny teologie a křesťanského myšlení Tomáš Akvinský, jehož Summa theologiae se stala základem teologické výuky až do 20. století.
Střediskem křesťanské vědy se stávají univerzity. Mistři rozličných pařížských škol zakládají na přelomu 12. a 13. století sdružení zvané universitas magistrorum, které bylo záhy státem i církví uznáno za samostatnou korporaci, jíž byla propůjčena poměrně vysoká míra nezávislosti. Ve stejné době vzniká do roku 1225 univerzita i v Bologni, Montpellier, Padově, Neapoli, Oxfordu, Cambridge, Valencii a Salamance; ostatní evropské univerzity začnou přibývat až od poloviny 14. století (Praha 1348). Univerzity přijímaly studenty odevšad a jejich grady byly všeobecně uznávané. Všichni studenti procházeli nejprve fakultou artistickou, a poté si mohli vybrat studium na odborných fakultách: teologické, právnické či lékařské.

## Pozdní středověk

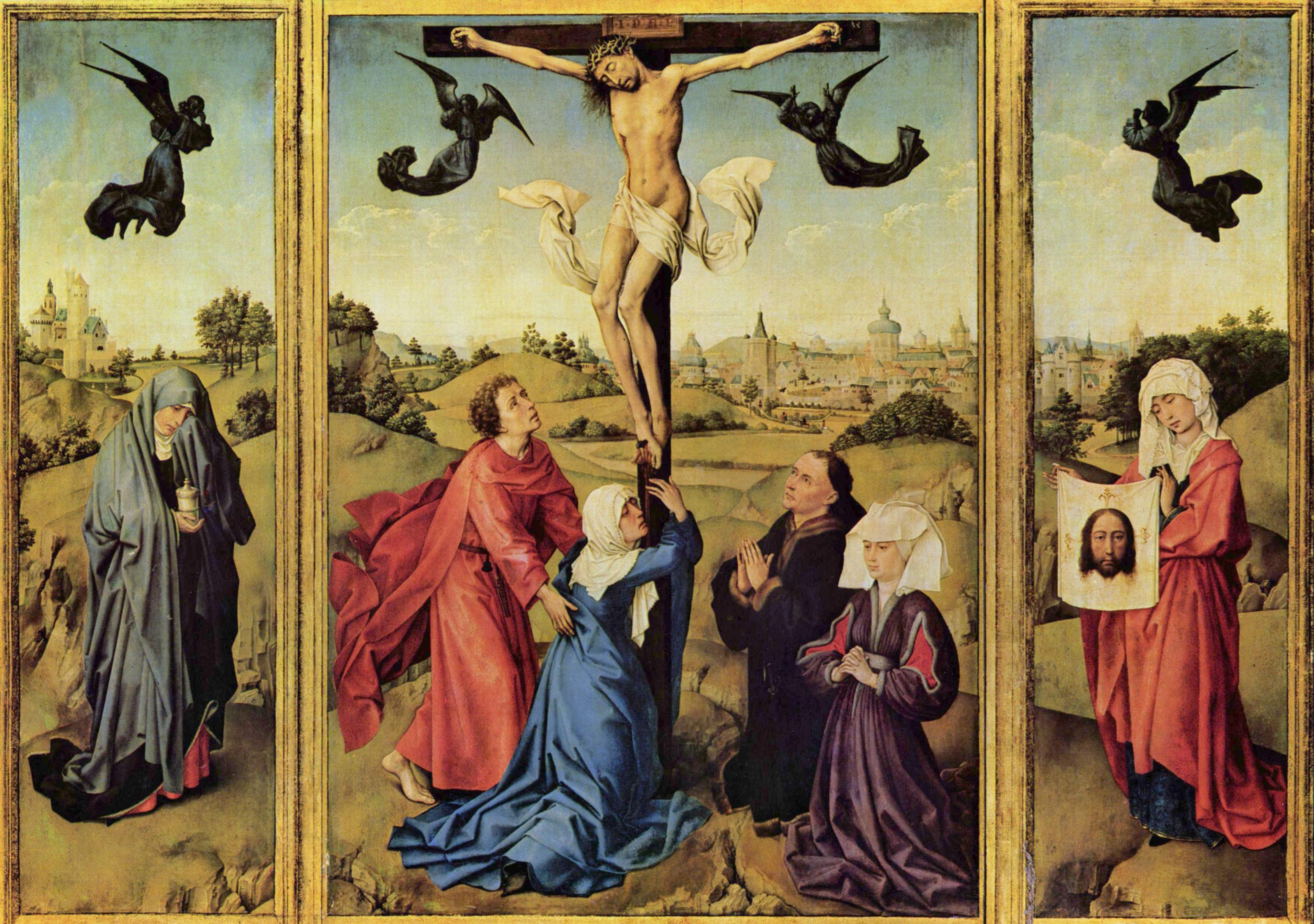
Triptych od Rogiera van der Weyden, dnes ve Vídni

### Avignonské zajetí, papežské schizma a konciliarismus v Římské církvi
Pod tlakem francouzských králů se do kardinálského kolegia dostalo více Francouzů, takže následující papežové byli také Francouzi. Papež Klement V. přesunul roku 1309 své sídlo z Říma do Avignonu, kde zůstali i jeho nástupci. Avignonští papežové byli pod silným vlivem francouzských králů a přestali být chápáni jako představitelé nadnárodní církve. Na nátlak Filipa Sličného zahájil Klement V. proces proti svému předchůdci, papeži Bonifáci VIII., jemuž se král chtěl pomstít. Filip Sličný rovněž pozatýkal rytíře bohatého templářského řádu, který sídlil ve Francii, obvinil je z herezí a nemravností a mučením si vynutil doznání. Klement V. pak pod Filipovým vlivem na viennském koncilu (1311–1312) templářský řád rušil, král a šlechta si rozebrali řádový majetek a král dal ve vykonstruovaných procesech přední templáře odsoudit a upálit. Další avignonský papež Jan XXII. pod nicotnou záminkou suspendoval německého císaře Ludvíka Bavora; ten se proti němu odvolal k všeobecnému koncilu a na jeho dvoře se začali soustřeďovat papežovi odpůrci. Marsilius z Padovy a Jan z Jandunu proti papeži sepsali spis Defensor pacis (Obránce míru). V něm zpochybňují církevní hierarchii, popírají božský původ papežského primátu a nejvyšší moc v církvi přiznávají pouze lidu. Jako nejvyšší orgán deklarují koncil jakožto reprezentaci všech věřících. Papež je pak pouhý výkonný orgán koncilu, zcela jemu podřízený. Tato teorie, konciliarismus, staví všeobecný koncil nad papeže a bude ještě dlouho přetrvávat. Rozhořčení proti papežství se stupňovalo i kvůli finanční politice – za všechno si avignonská kurie nechává platit, což často hraničí se simonií, a poplatky se tvrdě vymáhají pod pohrůžkou klatby. Odpor byl kvůli nepřátelství s císařem zvlášť silný v Německu, což v 16. století vyústí v hromadný odpad od církve. Důsledkem avignonského exilu (1309–1378) byla obrovská krize papežství: ztráta důvěry v papežství, západní papežské schizma a období konciliarismu.

#### Papežské schizma
Po smrti avignonského papeže Řehoře XI. se Římané báli, že bude zvolen opět francouzský papež. Vyvinuli na kardinály ozbrojený nátlak a tak byl roku 1378 papežem zvolen Ital Urban VI., který zůstal v Římě. Později někteří z kardinálů prohlásili volbu Urbana VI. za vynucenou a neplatnou, načež zvolili za papeže Francouze Klementa VII., který se usídlil v Avignonu. Tak měla Římská církev dva papeže a toto papežské schizma udrželo až do roku 1415. Oba papežové zřídili své kurie, jmenovali své kardinály a po smrti měli své nástupce. Každý papež dával protivníkovy stoupence do klatby – v klatbě tak bylo celé katolické křesťanstvo. Všechny katolické církevní úřady byly obsazovány dvojmo, a tím schizma podněcovalo sváry a boje. Rozdělení se projevilo i v rovině politiky států – různé evropské státy se podle svých zájmů přiklonily k jednomu či druhému papeži, což řešení situace ještě víc ztěžovalo. Pro Katolickou církev toto byla největší krize v jejích dějinách. Na Pisánském koncilu, jenž měl dvojpapežství vyřešit, se situace ještě zkomplikovala a od roku 1409 se dvojpapežství rozšířilo na trojpapežství. Situaci vyřešil až všeobecný Kostnický koncil zahájený roku 1414. Ten po vleklých jednáních i vojenských akcích všechny tři stávající papeže sesadil. Následně bylo v rámci Kostnického koncilu uspořádáno konkláve, které 8. listopadu 1417 zvolilo novým papeže Martina V.

#### Konciliarismus
Tím, že papežské schizma vedoucí a trojpapežství musel vyřešit až všeobecný koncil v Kostnici, ožila i myšlenka konciliarismu, tedy idea svrchovanosti všeobecných církevních sněmů ve věcech víry, podle které není nejvyšším orgánem církve papež, ale všeobecný koncil. Tuto kdysi vyhlásil už sněm ve francouzském Arles roku 314 a První nikajský koncil roku 325. V duchu konciliarismu tak Kostnický koncil v dekretu Haec sancta vyhlásil, že koncil, který se legitimně shromáždil v Duchu svatém a reprezentuje celou církev, má svou moc od Krista a je proto nadřazen i papeži. Dále Kostnický koncil dekretem Frequens předepsal pravidelné svolávání církevních sněmů i pro příští roky, čímž mělo být dosaženo trvalé reformy církve. Tato rozhodnutí potvrdil i následující Basilejsko-ferrarsko-florentský koncil (1431–1449). Do budoucna plánované koncily měly rozhodovat v důležitých otázkách víry a církevní organizace. Mezi příznivce konciliarismu patřili Marsilius z Padovy, William Ockham, Pierre d'Ailly, Jean Gerson, později Mikuláš Kusánský, ale i velký obhájce konciliarismu Enea Silvio Piccolomini, který však později přešel k příznivcům silného papežství a sám se roku 1458 stal papežem. V dalším období získali opět převahu zastánci papežské svrchovanosti a Pátý lateránský koncil (1512–1517) konciliarismus odmítl a odsoudil, což jen přispělo k roztržce s německou reformací.

### Papežství a renesance

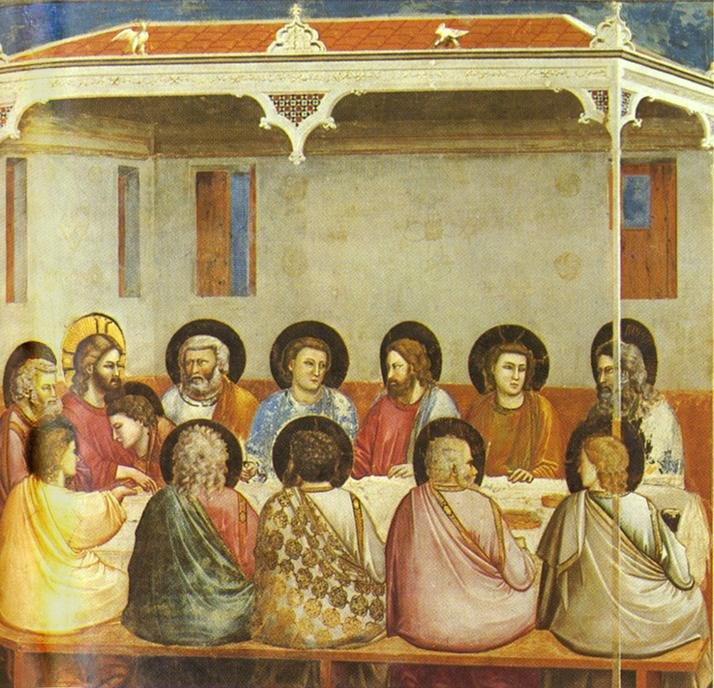
Giotto di Bondone, Poslední večeře v kapli Scrovegni v Padově, kolem 1300

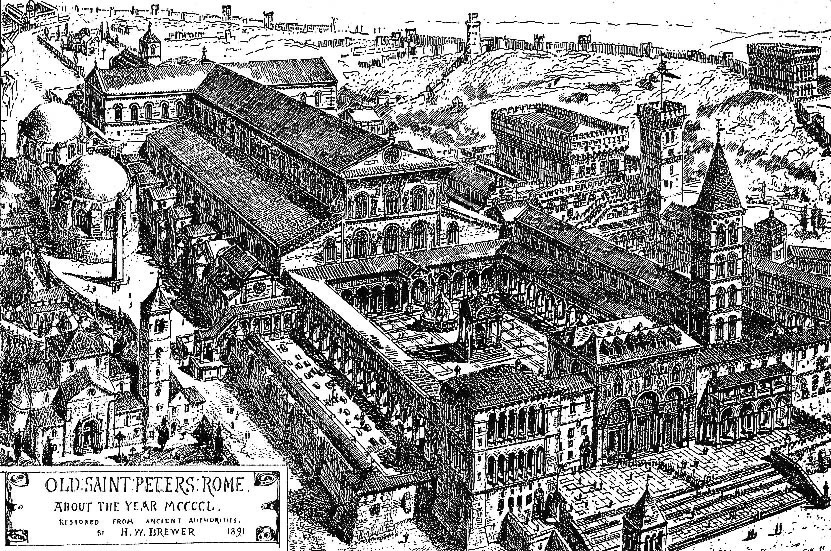
Bazilika svatého Petra nad hrobem apoštola Petra v Římě před renesanční přestavbou kolem roku 1450 ve své původní podobě ze 4. století

### Pád Konstantinopole a reakce zbylých center Pravoslaví
S expanzí na islám obrácených osmanských Turků ztrácela křesťanská Byzantské říše svá území, zprvu v Anatolii a od roku 1354 i na Balkáně, takže se pravoslavní křesťané na nich žijící, pokud přežili, neutekli nebo nepřijali islám, dostávali pod nadvládu islámských Tureckých panovníků. Nakonec bylo Turky roku 1453 dobyto i hlavní město Konstantinopol, což kromě konečného zániku Byzance vedlo k tomu, že se pod nadvládu muslimských panovníků dostal i Konstantinopolský patriarchát. Jediným významným územím Východní pravoslavné církve, které nadále mělo křesťanské panovníky, tak zůstalo na Rusi. Již krátce před pádem Byzance roku 1448 si na Rusi v rámci odporu proti takzvané Florentské unii sami zvolili metropolitu ruského původu Iona. Tím se ruská církev, do té doby podřízená Konstantinopoli, stala autokefální, nezávislou na konstantinopolském patriarchátu.

## Novověk
K dalšímu schizmatu na Západě došlo v průběhu 16. století, kdy se etablovaly protestantské církve působením reformátorů Martina Luthera, Ulricha Zwingliho, Jeana Calvina a dalších. Dialog zvláště s luteránskými církvemi a anglikánským společenstvím trvá a v nedávné době dospěl k vydání společných stanovisek k některým sporným otázkám.

### Protestantská reformace
Protestantství vznikalo v době reformace v 16. století, jako reakce na krize západní církve. Ta se projevovala už na konci středověku a vedla ke vzniku řady reformních hnutí, pro která se někdy užívá termín první reformace. Mezi tato hnutí se počítá i české husitství. Z první reformace dodnes bez přerušení přetrvává hnutí valdenských a Jednota bratrská. Půdu pro reformaci připravili také mystici jako Mistr Eckhart nebo humanisté typu Erasma Rotterdamského – právě na jejich intelektuální a náboženské podněty mohli pozdější reformátoři navázat. Dne 31. října 1517 zveřejnil Martin Luther svých 95 tezí, v nichž kritizoval nešvary církve, především pak zneužívání odpustků – tím dal reformaci silný podnět a Lutherem založené reformní hnutí se pak rychle šířilo po Německu a později po celé západní a střední Evropě. Kritizovalo zneužívání náboženské moci a přineslo mnohé změny: bohoslužbu v lidovém jazyce namísto dosavadní latiny, prostotu obřadů a větší soustředění na podstatu křesťanského poselství tak, jak je reformátoři chápali. Reformaci podpořila řada světských vládců, z nichž někteří – jako například anglický král Jindřich VIII. Tudor – vedle očisty církve vítali i možnost zabavovat církevní majetek a osvobodit se od vlivu papežství. Protest reformovaných knížat a měst na říšském sněmu ve Špýru roku 1529 také dal novému hnutí jméno.

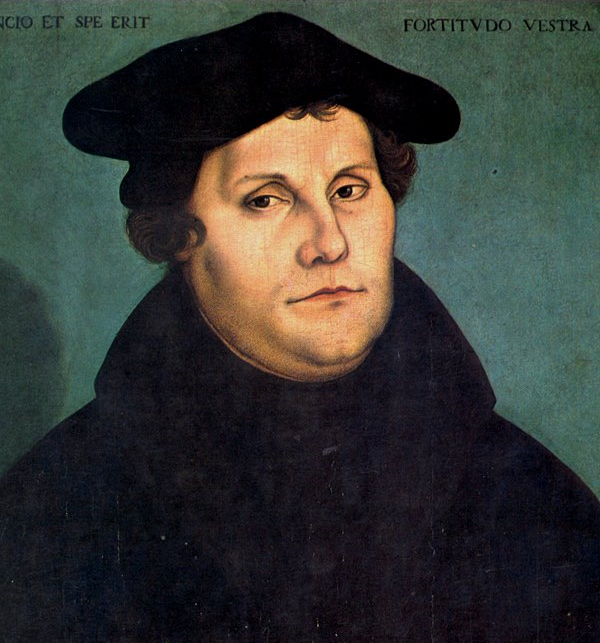
Martin Luther

#### Reformace ve Švýcarsku, Jan Kalvín.
Roku 1535 se francouzský teolog Jan Kalvín na základě učení Martina Luthera stal protestantem. Musel opustit katolickou Francii a od roku 1536 začal na pozvání kazatele Guillauma Farela působit v Ženevě. Kalvín vypracoval pro město přísný obecní řád, ale narazil na silný odpor a roku 1538 byl ze Ženevy vypovězen. Roku 1541 však pro ženevské radní vypracoval odpověď ženevskému arcibiskupovi, který je chtěl obrátit na katolictví. Kalvínova odpověď městskou radu přesvědčila natolik, že ho pozvali zpět a slíbili, že se jeho obecnímu zřízení podřídí. Kalvín vydal svůj Ženevský katechismus a zavedl ve městě přísný řád. Prosadil mj. zákaz zábav (tanec, jisté hry), zlatých šperků a podobně. Svůj podíl měl Kalvín na čarodějnických procesech (roku 1545 bylo upáleno 23 osob) a na pronásledování katolíků, označených za heretiky (což vyvrcholilo upálením francouzského teologa Michaela Serveta roku 1553). Kalvínovi šlo o upevnění reformace v Ženevě a chtěl se také postarat o tamní francouzské protestantské uprchlíky, kterým v jejich vlasti hrozilo pronásledování pro víru. To se nakonec podařilo a v roce 1560 přijala Ženeva oficiálně kalvinistické vyznání. Kalvín prosazoval doslovné dodržování Bible. Jeho učení o předurčení navázalo na myšlenky Augustinovy, které Kalvín silně radikalizoval. Podle něho je o každém člověku předem rozhodnuto, kdo dojde spásy a kdo bude zatracen.

#### Anglikánská reformace
Počátek reformace v Anglii je spojen s neochotou papeže Klimenta VII. zrušit manželství krále Jindřicha VIII. s Kateřinou Aragonskou. Anglický král reagoval útokem na duchovní moc papeže a následně žádal po anglických kněží uznání své osoby jako hlavy anglické církve. Roku 1534 bylo zákonem definitivně zakázáno právo odvolání do Říma a fakticky tak skončil vliv římské církve na dění v Anglii. Jindřichovi oddělení církve od Říma umožnilo také získat rozsáhlé majetky církve, zvláště po vydání zákona o rozpuštění klášterů (1536–1540).
V Anglii hned zpočátku došlo k výbuchům obrazoborectví, zrušení poutí a poutních míst, omezení svátků světců. Ke změnám došlo postupně i v liturgii. Velkou změnou v protestantském smyslu byl její překlad do angličtiny za Jindřichova syna Edvarda VI. (1547–1553). Po Edvardu VI. nastoupila na trůn katolická královna Marie I. Tudorovna (1553–1558), která zrušila změny zavedené Jindřichem i Edvardem a církev opět sjednotila s Římem. Protože se o rekatolizaci země snažila hodně drsně (za její vlády bylo popraveno téměř 300 protestantů), dostala v dějinách přízvisko Krvavá Marie (Bloody Mary). Po Mariině smrti zasedla na trůn její polorodá sestra Alžběta I. (1558–1603), která se ostře stavěla proti papežově pravomoci v Anglii a anglickou církev opět osamostatnila. Během anglické revoluce (1649–1660) změnili vládnoucí puritáni dosavadní episkopální strukturu církve na presbyterální, avšak zachovali přitom princip státní kontroly nad církví. Po nástupu Karla II. roku 1660 byla biskupství a episkopálních struktury v církvi obnoveny.
V 18. století vznikla jako výsledek reformy Johna Wesleyho metodistická církev. V 1. polovině 19. století vzniklo v rámci anglikánské církve tzv. oxfordské hnutí, které nabylo velkého vlivu a posílilo katolické tendence v rámci anglické církve (nejvýznamnějším představitelem hnutí byl John Henry Newman, který se později stal katolíkem a kardinálem).

### Katolická reformace
V tomto období nedochází k žádné radikální změně, probíhá jen kontrola autenticity tradic, zvyklostí atd. a dochází k jejich systemizaci. Začínají se vést úřední záznamy zázraků a vnáší se řád do spleti různých pozdně středověkých pověr. S tím souvisí například ohraničení církevního kalendáře.

### Světové misie

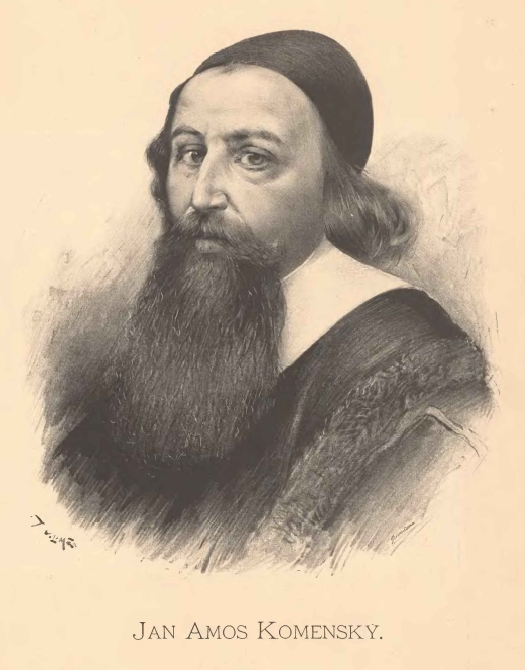
Jan Amos Komenský

### Církevní situace v Zemích Koruny České po Bílé hoře
Po bitvě na Bílé Hoře a Obnoveném zřízení zemském následovala v Zemích Koruny České protireformace a rekatolizace. Nekatolické církve, k nimž náleželo 90 % obyvatelstva, byly zakázány. Celkem pět pokolení nekatolíků muselo buď snášet katolické represe, nebo odejít do exilu. Prostí lidé neměli na vybranou, ti výše postavení mohli odejít, a tak země přišla o řadu význačných osobností (mezi nimi též J. A. Komenského). Období pronásledování nekatolíků ukončil až Toleranční patent, vydaný 13. října 1781 císařem Josefem II., zdaleka se však ještě nejednalo o plnou náboženskou svobodu, nýbrž jen o trpění evangelických menšin pod přísným státním a římskokatolickým dohledem.

### Baroko a osvícenství
Tridentský koncil vložil výslovně katolické reformační úsilí do rukou papeže, což papežství jako takové posílilo a nastává epocha větší církevní centralizace. Římská kurie zasahuje více než kdy jindy do fungování jednotlivých diecézí. Na tyto centralizační tendence reagují uvnitř církve různá opoziční hnutí, zvláště ve Francii: galikanismus, který se snažil o větší nezávislost francouzské církve, státní absolutismus, zasahující do církevních záležitostí, jansenismus, který jednostranně vyhrocoval augustinovskou nauku o dědičném hříchu a milosti, a febronianismus, hájící práva biskupů a pokoušející se omezit zasahování Říma do vlastních záležitostí.
Státní svrchovanost nad církví vrcholí v Rakousku, kde Josef II. (1780–1790) prováděl v rámci církve ze státní moci svévolné reformy, které církev v jeho zemích poznamenaly až do současnosti. V rámci josefinismu byly ve velkém rušeny kláštery a církevní instituce a zabavený majetek byl opět vracen církvi, tentokráte diecézím v rámci dobudování farní sítě. Na toto panovníkovo vměšování do záležitostí církevních ovšem intervenoval papež Pius VI. (1775–1799), který osobně přijel do Vídně; ovšem bezvýsledně.
S příchodem osvícenství konečně přichází na katolických i protestantských územích konec honů na čarodějnice, procesy proti heretikům, diskriminace jinověrců a ze soudního líčení mizí tortura. Někteří francouzští osvícenci vyvinuli ideu přirozeného náboženství – kult Nejvyšší bytosti –, kterou prosazovali proti křesťanství. Katolická církev se snaží reagovat na potřeby a výzvy této doby, avšak snaží se držet svého původního a stálého poslání: totiž předávat Kristovu nauku neporušenou.

### Toleranční doba

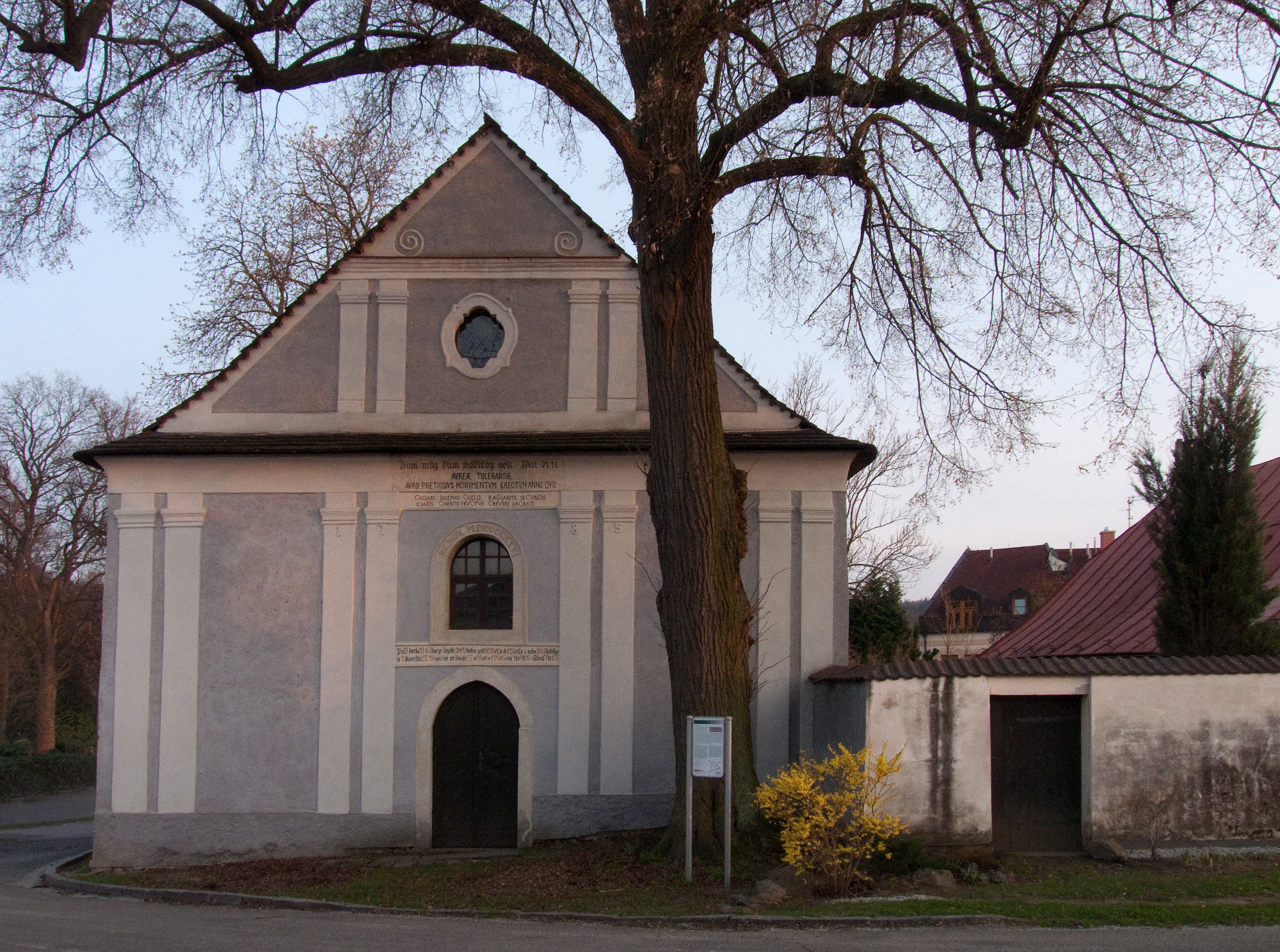
Humpolec První toleranční kostelík v Čechách z r. 1785

13. října 1781 vydal panovník Habsburské monarchie císař Josef II. tzv. Toleranční patent, který oficiálně poskytl obyvatelstvu zemí, kterým panoval, možnost přihlásit se k nekatolickému vyznání. Dosavadní tajní evangelíci se ovšem mohli přihlásit pouze ke dvěma povoleným konfesím – augsburské (luterské) nebo helvetské (reformované). Toleranční patent přinesl členům těchto církví rovněž občanské zrovnoprávnění. Římskokatolická církev měla stále výsadu pořádat veřejné bohoslužby, ostatní povolená vyznání byla pouze trpěná a různými opatřenými byla omezována. Modlitebny nesměly mít věže, zvony ani vchod z ulice, což souviselo s tím, že náboženský život nekatolíků včetně provozování bohoslužeb měl být neveřejný a odsunutý do ústraní.

## Moderní dějiny do roku 1918

### Římskokatolická církev

#### Velká francouzská revoluce a sekularizace
Z počátku se Velké francouzská revoluce (probíhala mezi lety 1789 a 1799) neobracela proti Římskokatolické církvi a zatímco vyšší klérus sympatizoval spíše se šlechtou (tzv. druhým stavem) , která si revoluční reformy nepřála, nižší klérus často solidarizoval s tzv. třetím stavem, tedy s většinou lidí v nejnižším společenském postavení – někteří klerici se podíleli i na zvěstování nových lidských a občanských práv, nebo zasedali v Revolučním parlamentu. Obrat však začal už po 6. říjnu 1789, kdy Národní shromáždění přijalo převratná usnesení proti Římskokatolické církvi, která byla mocným a bohatým představitelem starého režimu – důvodem byla snaha doplnit na církevní úkor vyčerpané státní finance, ale i nepřátelské nálady, které proti Římskokatolické církvi či obecně proti náboženství chovali někteří revolucionáři. Římskokatolické majetky byly zestátněny, omezeny byly příjmy kleriků, rozpuštěny byly všechny kláštery a duchovní řády a nakonec byla zavedena „Občanská ústava kněžstva“, která sjednotila hranice diecézí a departmentů, zavedla volbu farářů všemi občany příslušného kantonu, zavedla jmenování biskupa i jeho poradců státním zastoupením departmentu, přísahu kleriků na občanskou ústavu a zrušila povinný kněžský celibát – cílem změn byla na Římu nezávislá národní Konstituční církev, v duchu starých galikánských svobod. Tyto reformy odmítli všichni biskupové a zhruba polovina nižšího kléru, takže o svůj úřad přišli, a mnozí duchovní byli popraveni (např. v září 1793 je mezi zhruba 1300 popravenými 300 kleriků). V době obecně protikřesťanského Jakobínského teroru  (září 1793 – červenec 1794) byli popravováni i kněží státní Konstituční církve. V únoru 1795 vydal Národní konvent dekret o náboženské svobodě, který potvrdil oddělení církve od státu. Roku 1795 vydali konstituční biskupové První encykliku (Première Lettre Encyclique), která určovala provizorní řád fungování Konstituční církve.
Papež Pius VI. odsoudil jak Občanskou ústavu, tak ideu lidských práv. Diplomatické styky Francie a Svatého stolce byly přerušeny a roku 1798 obsadila francouzská vojska vedená Napoleonem Bonapartem Řím, vyhlásila v něm Římskou republiku, Pius VI. byl prohlášen za sesazeného a deportován do Francie, kde roku 1799 umírá. Římskokatolická církev ztratila ve Francii během revoluce světskou moc a církevní vliv na kulturu byl nahrazován sekularizovanou kulturou republikánskou. O kulturní smír mezi církví a demokracií v duchu raného křesťanství usiloval např. abbé Henri-Baptiste Grégorie, jenž byl biskupem a duchovním vůdcem nové Konstituční církve, avšak bez úspěchu.

#### Katolická církev a sociální otázka
Rychlé společenské změny v 19. století znamenaly pro církve katolické, ale i protestantské a anglikánské provenience šok a zároveň výzvu – ve městech zasažených průmyslovou revolucí vzniká nová početná společenská vrstva dělníků a na ni se zaměřují některé z církevních aktivit. Oživují se náboženské aktivity jak v kléru, tak u laiků, v řádových společenstvích, v misijních hnutích, v charitě a zvláště v lidové zbožnosti. Vznikají různé církevní spolky s množstvím náboženských, sociálních ale nepřímo i politických aktivit. Např. v Německu, kde působí velký Katolický lidový spolek, se mohučský biskup Wilhelm Emmanuel von Ketteler snaží o to, aby církev působila jako advokát chudých a strádajících společenských vrstev.

#### Pontifikát Pia IX. – odsouzení modernismu, První vatikánský koncil a zánik Církevního státu
V 19. století přinesla demokratizace a industrializace průlom v mnoha společenských tradicích. Revoluční vlna šířící se roku 1848 z Paříže zachvacuje i Církevní stát. Papež Pius IX. (ve funkci1846 –1878) se zpočátku klonil k liberálním reformám, vyhlásil amnestii pro politické vězně, zrušil cenzuru a provedl několik dalších výrazných zásahů do struktur Svatého stolce. Lid ho nadšeně velebil, ale popularitu ztratil, když se nepřipojil k italské armádě v bojích proti Rakousku a odmítl další hlubší reformy. V Římě vypuklo povstání, Pius IX. uprchl a v Římě od února 1849 do července 1849 vznikla Římská republika. Papež se vrátil až s pomocí francouzských jednotek, které vyhnaly republikánskou armádu. Pius IX. vzal tuto záležitost jako důkaz zhoubnosti a nevhodnosti demokratického a republikánského zřízení a jeho původně liberální orientace se zcela obrátila. Na podporu tradiční zbožnosti vyhlásil roku 1854 dogma o neposkvrněném početí panny Marie. V Itálii probíhalo italské národní sjednocení (Risorgimento), a přestože se Pius IX. se snažil udržet Církevní stát, zvítězila v září 1860 italská armáda nad papežskou a rozsah Církevního státu se omezil na okolí Říma, chráněného silnou francouzskou posádkou.
Roku 1864 vydal Pius IX. encykliku Quanta cura, která odsoudila „základní mylné nauky našich časů“, v níž odmítl modernismus, liberalismus, odluku církve a státu, rovnost všech vyznání a další nauky – jejím dodatkem bylo Syllabus errorum modernorum zahrnující sbírku 80 modernistických omylů – kromě pantheismu, naturalismu, racionalismu, socialismu, komunismu, nebo tajných sdružení odsuzuje i biblické společnosti, liberální sdružení kleriků, ideu lidských práv, svobodu svědomí, svobodu náboženství a tisku, civilní sňatky.
Podle názoru papežské kurie by oslabenému Církevnímu státu, ohrožovanému sjednocujícím se italským národem, mohl pomoci ekumenický koncil, jenž by vyslovením papežské neomylnosti posílil autoritu papeže. Papež Pius IX. tak svolává ekumenický První Vatikánský koncil (probíhal 1869–1870), jehož se zúčastnilo 774 z asi 1050 biskupů. 24. dubna 1870 schválil koncil dekret o víře Dei Filius. Předmětem sporů již před koncilem, během jeho jednání i po konci koncilu se stala především otázka papežské neomylnosti. Nakonec byla 18. července 1870 konstituce Pastor aeternus, která nauku o papežském primátu a papežské neomylnosti obsahovala, schválena 533 hlasy. Před hlasováním z Říma odjelo 55 biskupů, kteří s touto naukou nesouhlasili. Odmítnutí nauky o papežské neomylnosti i jiných závěrů koncilu některými teology vedlo dokonce ke vzniku Starokatolické církve. Koncil byl 18. července 1870 odročen, ale k jeho pokračování kvůli následnému dobytí Církevního státu už nedošlo (formálně byl koncil ukončen až v roce 1960).
Francouzská armáda chránící dosud Řím proti sjednocené armádě italské, odešla bojovat do prusko-francouzské války (začala 19. července 1870) a nechráněný římský Církevní stát byl následně 20. září 1870 italskými vojsky dobyt. Italové vyhlásili Řím za hlavní město sjednocené Itálie a papeži byl ponechán jen pahorek Vatikán. Tím dosavadní Církevní stát de facto zanikl ale papežové ještě dlouho doufali v jeho obnovení, takže k vyrovnání s Itálií došlo až v roce 1929 podepsáním Lateránské smlouvy.

#### Vztah církve a státu v Německu a Kulturkampf
Jako Kulturkampf (kulturní boj) bývá nazýváno období 1871 až 1887 v Německu. Po německém vítězství v Prusko-francouzské válce a vzniku Německého císařství chtěl kancléř Bismarck tuto říši pevněji sjednotit a omezit veřejný vliv Římskokatolické církve; reagoval také na odsuzování liberálního světského státu v Seznamu modernistických omylů papeže Pia IX. Bismarck proto vydal řadu zákonů, které zakazovaly politické zneužití kazatelen (1871) a činnost jezuitského řádu (1872), zrušily v Prusku všechny kláštery (1872), zavedly státní dozor nad školami včetně církevních a povinné přezkušování kněží (1873), a zavedly povinný civilní sňatek (1875). Řada biskupů a kněží, kteří se tomu bránili, byla sesazena či uvězněna. Roku 1875 zastavil Bismarck všechnu státní podporu Římskokatolické církvi. Němečtí katolíci reagovali roku 1871 založením politické strany Deutsche Zentrumspartei (Zentrum), která rychle rostla, takže po smrti papeže Pia IX. nalezli Bismarck s papežem Lvem XIII. v letech 1880–1887 kompromisní řešení, v jehož rámci přetrval ze zákonodárství Kulturkampfu státní dozor nad školami, civilní sňatky a finanční dohled nad hospodařením církví. Podobné konflikty probíhaly i v dalších, především německy mluvících zemích, například v Rakousku pod heslem Los von Rom („Pryč od Říma“).

## Křesťanství po 1. světové válce

### Československá církev
Po první světové válce hledala nově vzniklá Československá republika nejen politickou, ale i duchovní a náboženskou identitu. Římskokatolická církev byla od konce 19. století zejména v českých intelektuálních a politických kruzích chápána jako jeden z nástrojů habsburské protičeské politiky a jako brzda politických ambicí českého národa. V samotné české Katolické církvi pak někteří duchovní usilovali o prosazení lidem srozumitelné a národnostně bližší češtiny v liturgii, namísto latiny, a tito katoličtí modernisté se sdružili v Jednotě katolického duchovenstva, která však nedosáhla uznání u vedení Katolické církve. V této atmosféře vznikala idea samostatné Československé církve – o Vánocích 1919 uspořádali Členové Jednoty katolického duchovenstva společné bohoslužby v češtině, pro něž českou liturgii velice rychle připravil Karel Farský a zhudebnil Josef Pícha a 8. ledna 1920 byl svolán první sněm, na kterém byla oficiálně vyhlášena nová, národně pojatá Církev československá. Vznik církve byl vyhlášen provoláním „Národu československému“, které její ustavující Sněm schválil 10. ledna 1920 a zveřejnil 11. ledna 1920. V letech 1919–1920 probíhalo velké přestupové hnutí, kdy tisíce lidí opouštěly Katolickou církev – mnoho jich zůstalo bez náboženského vyznání, ale přes půl milionu se jich připojilo k právě se tvořící Československé církvi. Československým státem byla Československá církev uznána 15. září 1920. Obce této církve následně vznikaly i na Slovensku a na Podkarpatské Rusi.

### Katolická církev

#### Vývoj mezi světovými válkami
Aby Vatikán v proměnlivé době mezi světovými válkami zajistil postavení Římskokatolické církve v různých zemích, uzavírá množství konkordátů, a to jak se zeměmi demokratickými, tak i s autoritářským režimem v Portugalsku nebo fašistickými režimy ve Španělsku a Itálii a s nacistickým Německem. Papež byl Pius XI. (v úřadu 1922–1939) rozhodným odpůrcem nacismu, odmítal ve Vatikánu přijmout Hitlera a národně socialistickou ideologii, politiku i porušování konkordátu odsoudil v německy psané encyklice S palčivou starostlivostí (Mit brenneder Sorge, 1937) a připravoval i encykliku proti rasismu a antisemitismu. Přesto jeho státní sekretář Eugenio Pacelli (budoucí papež Pius XII.) uzavírá s Hitlerem již roku 1933 kontroverzní Říšský konkordát – šlo o první mezinárodní smlouvu, kterou nacistický režim uzavřel a Hitler si od smlouvy s Vatikánem sliboval možnost mezinárodního uznání a také lepší integraci dosud často vzdorujících německých katolíků do nacistického systému; Římskokatolická církev si pak od konkordátu slibovala lepší možnost ochrany katolických věřících, kleriků, svobod a zájmů v nacistickém Německu – nacisté však později konkordát libovolně porušovali. Eugenio Paceli se držel taktiky mlčení k nacistickým zločinům i v dalších letech – nekritizoval např. Norimberské rasové zákony (1935) či Křišťálovou noc (1938).

#### Situace za Druhé světové války
Roku 1939 se Eugenio Paceli stává papežem se jménem Pius XII. (v úřadu 1939–1958). Také na papežském stolci se drží své předchozí opatrné taktiky nekritizovaní nacismu ani fašismu a na rozdíl od jeho poválečných exkomunikací členů komunistických stran nevyužívá ani možnost exkomunikace nominálně „katolických“ představitelů nacismu, např. Hitlera, Himmlera, Goebbelse či Bormanna. Tento kontroverzní přístup bývá obhajován jako snaha papeže nevyprovokovat nacistický režim k zásahům proti katolickým věřícím, duchovním a církevní organizaci, nebo k násilnému zásahu vůči Vatikánu. Místo otevřeného protestu Pius XII. kritizoval nacismus alespoň nepřímo obecnou kritikou válečného násilí a rozvíjel také neveřejné diplomatické aktivity a „podzemní činnost“ církevních struktur, díky nimž byly před smrtí zachráněny tisíce Židů.

#### Pontifikát Jana XXIII. a Druhý vatikánský koncil
Přestože se očekávalo, že papež Jan XXIII. (v úřadě 1958–1963) bude vzhledem k jeho stáří (zvolen v 77 letech) a špatné zdraví papežem „na přechodné období“, stihl Jan XXIII. během svého krátkého pontifikátu výrazně ovlivnit další směřování Katolické církve. Přes odpor ze strany papežské kurie otevíral cestu k porozumění s ostatními křesťanskými církvemi, se židovstvím i s dalšími světovými náboženstvími. Ve svých encyklikách vyzýval k sociální spravedlnosti (Mater et Magistra, 1961), k otevřenosti církve vůči modernímu světu a k přitakání lidským právům (Pacem in terris, 1961). Omezil mnoho ceremoniálních zvyklostí, např. zrušil mnohá staletí starou kvótu omezující počet kardinálů na 70. Svým kolegiálním chováním posiloval úlohu biskupů.
Mezi nevýznamnější počiny Jana XXIII. patří svolání ekumenického Druhého vatikánského koncilu (probíhal 1962–1965), který měl reagovat na potřeby doby a přiblížit Katolickou církev modernímu světu. První polovině koncilu předsedal až do své smrti. Na koncilu se shromáždilo přes 2500 biskupů s převahou těch progresivněji smýšlejících; opozici jim tvořili mimo jiné spíše konzervativní kuriální kardinálové, takže důsledkem byly časté potyčky mezi koncilem a kurií. Po prvním zasedání koncilu Jan XXIII. umírá a nově zvolený papež Pavel VI. (v úřadu 1963–1978) smýšlel spíše v duchu konzervativní kurie. Koncil neustanovil žádnou novou nauku či dogmata, ale přinesl několik výrazných změn: Umožnil proměnu liturgie – např. dosavadní latinu bylo možné v liturgii nahradit laikům srozumitelnými národními jazyky, umožnil laikům přijímat podobojí a kněžím sloužit mši čelem k lidem. Dokument Nostra aetate přinesl smířlivější pohled na jiná náboženství a odsoudil antisemitismus, dokument Gaudium et Spes se zabýval vztahem církve ke světu, dokument Dignitatis humanae připomíná, že církev by měla respektovat svobodu náboženského vyznání a měla by se vzdal požadavku, aby veřejnost i státní struktury jednaly podle katolických principů. Koncil přinesl výrazný posun v ekleziologii, tedy v tom, jak Katolická církev chápe sama sebe – zatímco dosud se Katolická církev pokládala za jedinou pravou církev, během koncilu a po něm začal být tento pohled opatrně relativizován. V závěru koncilu zasedání došlo ještě k jedné významné události – papež Pavel VI. a přítomný zástupce ekumenického patriarchy Athenagora zrušili vzájemnou exkomunikaci mezi východní a západní církví vyhlášenou roku 1054.
Závěry koncilu nebyly všude a všemi přijaty stejně. Někteří kritici koncilu odmítají přijmout změny, které koncil přinesl (tzv. tradicionalisté) a někteří označují učení koncilu jako heretické. Na druhé straně někteří kritikové (např. Hans Küng) koncilní změny vítají, ale nepovažují koncilem provedenou reformu církve za důslednou – uvítali by i obnovení raně křesťanského kněžského manželství (zrušení povinného celibátu), revizi papežské neomylnosti a revizi pozice papeže jakožto nejvyšší autority církve (namísto silného papežství by uvítali konciliarismus), nebo požadují větší prostor pro působení žen v církvi (např. možnost jáhenského či kněžského svěcení žen).

### Nekatolická hnutí 20. století
V 50. letech 20. století dochází k bouřlivému rozvoji evangelikálních církví v Americe. Ty se vyznačují doslovným výkladem Bible, někdy označovaným za fundamentalismus. Druhým výrazným hnutím 20. století je pentekostalismus neboli letniční hnutí. To vzchází na začátku 20. století z metodistických kruhů. V první polovině století hnutí vytváří samostatné církve, v druhé polovině však proniká do etablovaných církví, včetně církví luterských, anglikánské i katolické (charismatická obnova). Hnutí se vyznačuje velkým důrazem na působení Ducha Svatého a na užívání jeho zvláštních darů, tzv. charismat.

### Ekumenismus a vztahy křesťanských církví
Ekumenické hnutí, usilující o sbližování, spolupráci, případně i sjednocování zejména křesťanských církví, začalo sbližováním a spoluprací protestantských církví a skupin v polovině 19. století zejména v Anglii, kde mj. vznikly křesťanská sdružení mládeže YMCA (1844) a YWCA (1855). Roku 1910 se v Edinburghu konala Světová konference o misiích, roku 1925 svolal biskup N. Söderblomem do Stockholmu Světovou konferenci církví a po odkladech způsobených válkou je roku 1948 v Amsterodamu založena Světová rada církví (SRC, anglicky WCC).
Odmítavý postoj katolické církve změnil papež Jan XXIII. založením Sekretariátu pro jednotu křesťanů (1960) a svoláním Druhého vatikánského koncilu jenž přijal dokumenty o ekumenismu (1964) a o náboženské svobodě (1965). Katolická církev si ponechala nárok být církví všeobecnou, ale přestala označovat jiné křesťany jako heretiky, omluvila se za historické křivdy a vyzvala k široké spolupráci a stala pozorovatelem ve Světové radě církví. Roku 1965 papež Pavel VI. s konstantinopolským patriarchou Athenagorou odvolali vzájemnou exkomunikaci z roku 1054. Roku 1999 se zástupci Katolické církve a luterských církví sjednotili v otázce ospravedlnění, která je kdysi rozdělila, a roku 2006 se k této dohodě připojily i metodistické církve.
Ekumenismus však nebyl přijímán jen pozitivně. Někteří věřící odmítali s křesťanským sbližováním související změny (ústup od latinské liturgie v katolické církvi, nové překlady Bible nebo západní kalendář v pravoslavných církvích). Hierarchicky organizované církve, jako jsou pravoslavné, římskokatolická nebo anglikánská proto postupují v ekumenismu opatrně, aby neporušily své tradice. Řada malých nezávislých a charismatických církví i jiných konzervativních skupin si pak na svém oddělení zakládá a v ekumenismu vidí ztrátu víry.